# Obiectivul de Dezvoltare Durabilă 16 al Uniunii Europene
ODD 16 - Pace, justiție și instituții puternice promovează societăți pașnice și incluzive bazate pe respectul pentru drepturile omului, protecția celor mai vulnerabili, statul de drept și buna guvernare la toate nivelurile. De asemenea, prevede instituții transparente, eficiente și responsabile.
Pacea și securitatea sunt o condiție prealabilă pentru dezvoltarea durabilă, în conformitate cu natura integrată a Agendei 2030. Pacea, securitatea, democrația, statul de drept și respectarea drepturilor fundamentale sunt, de asemenea, valori fundamentale ale UE. Monitorizarea ODD 16 în contextul UE se concentrează pe securitatea personală, accesul la justiție și încrederea în instituțiile din UE. În ultimii câțiva ani, UE a devenit un loc mai sigur și mai just pentru a trăi, deoarece numărul deceselor cauzate de omucideri sau agresiuni și percepția asupra criminalității, violenței și vandalismului au scăzut considerabil. Cheltuielile guvernamentale pentru instanțele judecătorești au crescut semnificativ și mai mult de jumătate dintre europeni consideră că sistemul lor de justiție este independent. Evaluarea corupției în UE a rămas stabilă. Cu toate acestea, provocările persistă în unele domenii în privința accesului la justiție, iar încrederea în instituțiile UE a fluctuat în ultimii câțiva ani.

## Indicatori care măsoară progresul către ODD16, UE
| Indicator                                                                       | Perioadă                                                    | Rata anuală de creștere                                     | Tendință                                                    | Observații                  |
| Pace și siguranță personală                                                     | Pace și siguranță personală                                 | Pace și siguranță personală                                 | Pace și siguranță personală                                 | Pace și siguranță personală |
| ------------------------------------------------------------------------------- | ----------------------------------------------------------- | ----------------------------------------------------------- | ----------------------------------------------------------- | --------------------------- |

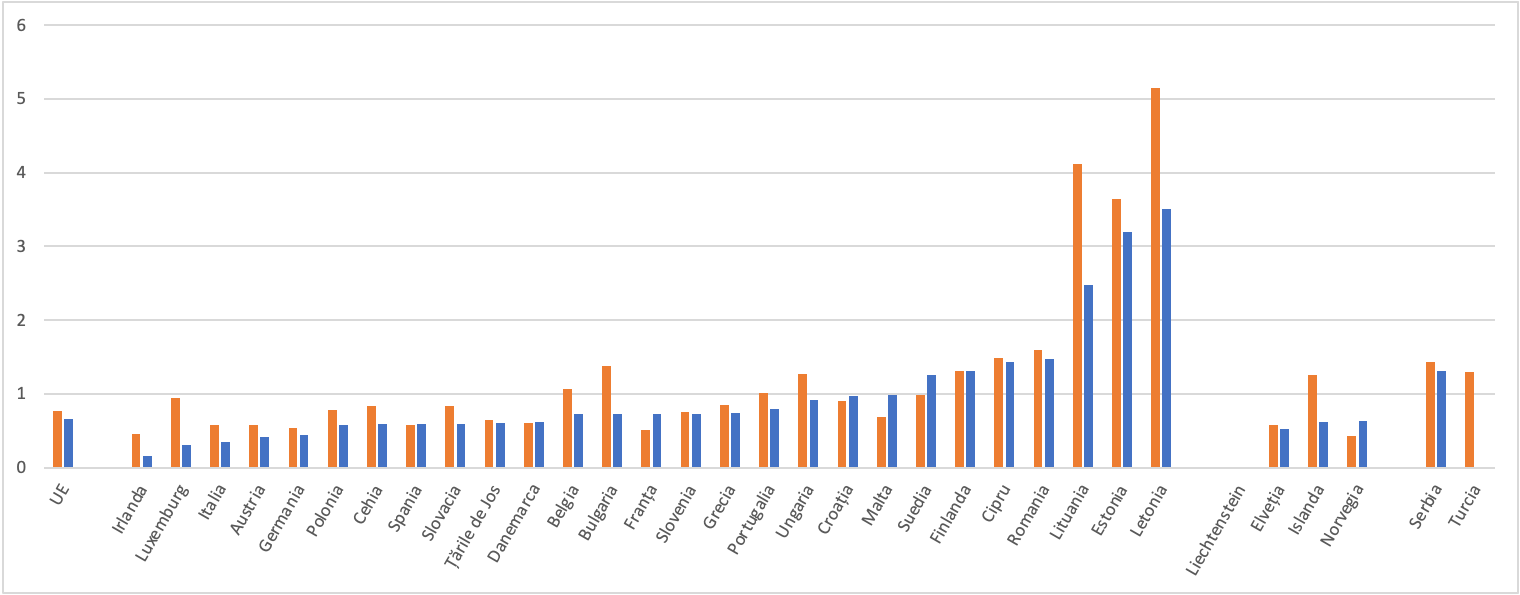
2015
2020
Sursa: Eurostat (online data code: sdg_16_10)

| Rata standardizată a mortalității din cauza omuciderii                          | 2005–2020                                                   | –3,9%                                                       | ▲                                                           | ODD 16                      |
| Rata standardizată a mortalității din cauza omuciderii                          | 2015–2020                                                   | –2,8%                                                       | ▲                                                           | ODD 16                      |
| Populația care raportează infracțiuni, violență sau vandalism în zona lor       | 2010–2020                                                   | –2,0%                                                       | ▲                                                           | ODD 16                      |
| Populația care raportează infracțiuni, violență sau vandalism în zona lor       | 2015–2020                                                   | –4,1%                                                       | ▲                                                           | ODD 16                      |
| Accesul la justiție                                                             |                                                             |                                                             |                                                             |                             |
| Cheltuieli guvernamentale totale pentru instanțele judecătorești                | 2006–2021                                                   | 2,7%                                                        | ▲                                                           | ODD 16                      |
| Cheltuieli guvernamentale totale pentru instanțele judecătorești                | 2016–2021                                                   | 3,7%                                                        | ▲                                                           | ODD 16                      |
| Independența percepută a sistemului de justiție: foarte bună sau destul de bună | serie temporală prea scurtă pentru evaluarea pe termen lung | serie temporală prea scurtă pentru evaluarea pe termen lung | serie temporală prea scurtă pentru evaluarea pe termen lung | ODD 16                      |
| Independența percepută a sistemului de justiție: foarte bună sau destul de bună | 2017–2022                                                   | –0,4%                                                       | ▼                                                           | ODD 16                      |
| Încrederea în instituții                                                        |                                                             |                                                             |                                                             |                             |
| Indicele de percepție a corupției                                               | 2012–2022                                                   | –0,2%                                                       | ▲                                                           | ODD 16                      |
| Indicele de percepție a corupției                                               | 2017–2022                                                   | 0,0%                                                        | ▬                                                           | ODD 16                      |
| Nivelul de încredere în instituțiile UE                                         | 2008–2023                                                   | –0,7%[1]                                                    | ▼                                                           | ODD 16                      |
| Nivelul de încredere în instituțiile UE                                         | 2018–2023                                                   | –0,4%[2]                                                    | ▼                                                           | ODD 16                      |

Note:

Pentru indicatorii fără țintă sunt prezentate ratele de creștere constatate pe perioadele specificate. Pentru indicatorii cu o țintă UE cuantificată (), sunt prezentate atât ratele de creștere constatate, cât și ratele de creștere care ar fi fost necesare în perioadele specificate pentru îndeplinirea obiectivului

[1] tendința se referă la cea mai slabă performanță dintre cele trei instituții (Banca Centrală Europeană)

[2] tendința se referă la cea mai slabă performanță dintre cele trei instituții (Parlamentul European)

## Prezentare generală

### Pace și siguranță personală
Siguranța este un aspect crucial al vieții unei persoane. Nesiguranța este o sursă comună de frică și îngrijorare și afectează negativ calitatea vieții. Insecuritatea fizică include toți factorii externi care ar putea pune în pericol integritatea fizică a unei persoane. Criminalitatea este una dintre cele mai evidente cauze ale insecurității. Analizele insecurității fizice combină de obicei două aspecte: percepția subiectivă a insecurității și lipsa obiectivă de siguranță. Seriile temporale disponibile privind măsurile obiective și subiective ale siguranței personale arată o tendință favorabilă în UE în ultimul deceniu.
UE a devenit un loc mai sigur pentru a trăi
Omuciderea este una dintre cele mai grave infracțiuni. În UE, decesele cauzate de omucidere au scăzut constant din 2005, atingând o rată de 0,7 decese la 100.000 de persoane în 2020, ceea ce corespunde unei reduceri de 45% în perioada de 15 ani evaluată. Pe termen scurt, însă, tendința a stagnat, rămânând aproximativ la același nivel din 2016. Scăderea omuciderilor în UE a mers mână în mână cu îmbunătățirea percepției oamenilor asupra criminalității, violenței sau vandalismului. Din 2010, ponderea persoanelor care raportează apariția unor astfel de probleme în zona lor a scăzut în general în UE. În 2020, 10,7% din populație s-a simțit afectată de aceste probleme, adică cu 2,4 puncte procentuale mai puțin decât în 2010 și cea mai mică valoare înregistrată.
Percepția de a fi afectat de criminalitate, violență sau vandalism diferă în funcție de subgrupurile socio-demografice ale populației UE și în funcție de gradele de urbanizare. În timp ce 13,7% din populația care trăiește în gospodării cu un venit disponibil echivalent sub pragul sărăciei (stabilit la 60% din venitul mediu echivalent național) s-a simțit afectată de astfel de probleme în 2020, acesta a fost cazul doar pentru 10,2% din populația care trăiește în gospodării peste pragul sărăciei. În mod similar, în 2020, apariția percepută a criminalității, violenței sau vandalismului în municipii (16,3%) a fost de aproape trei ori mai mare decât în zonele rurale (5,8%) și aproape de două ori mai mare decât în orașe și suburbii (8,4%).
Paradoxul fricii de victimizare: când măsurile obiective și subiective ale insecurității fizice nu se potrivesc
Valorile naționale arată că expunerea percepută la criminalitate, violență sau vandalism în 2020 a fost de opt ori mai mare în țara cea mai afectată (19,1% din populația Bulgariei) decât în țara cel mai puțin afectată (2,4% în Croația). Cu toate acestea, diferențele de țară pentru acest indicator subiectiv trebuie tratate cu prudență. Cercetările sugerează că ratele criminalității din registrele poliției și expunerea subiectivă la criminalitate pot diferi, deoarece grupurile de populație cu rate scăzute de victimizare se pot teme în special de infracțiuni (așa-numitul „paradox al fricii de victimizare”). Acesta este, de exemplu, cazul Irlandei, care are cea mai scăzută rată a mortalității cauzate de omucideri în întreaga UE, dar una dintre cele mai mari ponderi de oameni care spun că se simt afectați de criminalitate sau de alte probleme din zona lor. În schimb, ratele mortalității cauzate de omucideri au fost cele mai ridicate în țările baltice, care aveau un procent destul de scăzut de oameni care se simțeau afectați de criminalitate, violență sau vandalism în vecinătatea lor. Cu toate acestea, este posibil ca această comparație să nu surprindă imaginea completă, deoarece alte forme de criminalitate decât omuciderea contribuie și ele la percepția de nesiguranță.
Bărbații sunt mai susceptibili de a muri din cauza omuciderii, în timp ce femeile sunt mai susceptibile de a fi victime ale violenței domestice și ale agresiunilor sexuale
Decesele cauzate de omucideri în UE indică o diferență remarcabilă de gen. În timp ce ratele mortalității cauzate de omucidere au scăzut pentru ambele sexe, acestea rămân de aproximativ două ori mai mari pentru bărbați (0,9 decese la 100.000 de persoane în 2020, comparativ cu 0,4 decese la 100.000 de persoane pentru femei). Cu toate acestea, în timp ce bărbații au un risc general mai mare de a fi uciși, femeile au un risc semnificativ mai mare de a fi ucise de partenerii lor intimi sau de membrii familiei.
Un studiu al Oficiului Națiunilor Unite pentru Droguri și Crimă (United Nations Office on Drugs and Crime - UNODC) și „UN Women” arată că omuciderile legate de partenerul intim sau de familie au reprezentat 56% dintre femeile care au fost ucise în 2021 la nivel global, în timp ce acesta a fost cazul doar pentru 11% dintre omuciderile masculine. În ansamblu, în Europa, conform unui raport anterior al UNODC, aproape un sfert (24%) dintre omuciderile din 2017 (comparativ cu 18% la nivel global) au fost provocate de un partener intim sau au fost legate de familie. În 2021, 51% din toate feminicidele au fost legate de partener sau de familie. În ciuda scăderii globale a omuciderilor din partea partenerului intim de sex feminin și a omuciderilor legate de familie în Europa din 2010, numărul a crescut în primul an pandemic (2020) în unele părți ale Europei, în special în Europa de Vest. Aceasta este o problemă de îngrijorare, având în vedere că femeile sunt expuse unui risc mult mai mare de a fi ucise de partenerii lor sau de membrii familiei lor (la nivel global, 64% dintre victimele omuciderilor în legătură cu partenerul intim/familie au fost femei), și mai ales când se ia în considerare conceptul de violență împotriva femeilor, cuprinzând toate formele de violență fizică, sexuală și psihologică.
Datele din statisticile oficiale ale Eurostat privind criminalitatea privind omuciderile intenționate și infracțiunile sexuale arată că femeile sunt mult mai probabil să fie victimele unor astfel de infracțiuni decât bărbații. În 2020, 49 din 100.000 de femei au fost victime ale agresiunii sexuale, iar 28 din 100.000 de femei au fost victime ale violului. Ratele au fost semnificativ mai mici pentru bărbați, 9 din 100.000 suferind agresiuni sexuale și 3 din 100.000 fiind victime ale violului. În plus, femeile sunt de aproximativ două ori mai probabil decât bărbații să fie victime ale omuciderii intenționate din partea familiei și rudelor sau a partenerului lor intim. În 2020, 0,4 din 100.000 de femei au fost victimele unei astfel de omucideri, comparativ cu doar 0,2 la 100.000 de bărbați.
Prevalența violenței variază foarte mult în UE. Cu toate acestea, comparațiile între țări ale statisticilor privind criminalitatea ar trebui făcute cu prudență. Comparabilitatea este afectată de diferite definiții legale privind infractorii și victimele, diferitele niveluri de eficiență a poliției și de stigmatizarea asociată cu dezvăluirea cazurilor de violență împotriva femeilor. Pentru mai multe informații despre violența bazată pe gen, vezi ODD 5 „Egalitatea de gen”.

### Accesul la justiție
Sistemele de justiție care funcționează bine reprezintă o condiție structurală importantă pe care statele membre ale UE își bazează politicile de creștere durabilă și stabilitate socială. Indiferent de modelul sistemului național de justiție sau de tradiția juridică în care este ancorat, calitatea, independența și eficiența se numără printre parametrii esențiali ai unui „sistem de justiție eficient”. Deoarece nu există o modalitate unică de a măsura calitatea sistemelor de justiție, bugetul cheltuit efectiv pentru instanțele judecătorești este folosit aici ca indicator substitut pentru acest subiect. Mai mult, judecătorii trebuie să fie capabili să ia decizii fără interferențe sau presiuni din partea guvernelor, politicienilor sau actorilor economici, pentru a se asigura că indivizii și întreprinderile se pot bucura pe deplin de drepturile lor. Independența percepută a sistemului de justiție este utilizată pentru a monitoriza acest aspect.
Cheltuielile UE pentru instanțele judecătorești au crescut în ultimii ani
În UE, cheltuielile publice generale pentru instanțele judecătorești au crescut cu 48,7% din 2006, ajungând la 47,9 miliarde euro în 2021. În termeni pe cap de locuitor, aceasta corespunde unei creșteri de 44,8% de la 73,9 euro pe locuitor în 2006 la 107,0 euro pe locuitor în UE. 2021. Cu toate acestea, atunci când sunt privite ca o pondere a cheltuielilor guvernamentale totale, cheltuielile pentru instanțele judecătorești au rămas stabile la 0,7% între 2006 și 2019.
În 2020 și 2021, ponderea a scăzut la 0,6% din cheltuielile totale, în mare parte datorită creșterii altor cheltuieli guvernamentale pentru atenuarea impactului economic și social al pandemiei de COVID-19. În raport cu PIB-ul, cheltuielile cu instanțele judecătorești au fost, de asemenea, stabile din 2006, de 0,3% din PIB. Notabil este că, în 2020, șapte state membre și-au majorat cheltuielile pentru instanțele judecătorești în raport cu PIB-ul lor și doar o țară le-a redus.
Mai mult de jumătate din populația UE consideră că sistemul de justiție este suficient de independent
În 2022, 53% dintre locuitorii UE au evaluat independența instanțelor și judecătorilor din țara lor drept „foarte bună” sau „destul de bună”, ceea ce este cu un punct procentual mai mic decât în 2017. În același timp, percepția de „foarte proastă” sau „proastă” a scăzut cu un punct procentual, de la 36% la 35%. Ingerința sau presiunea din partea guvernului și a politicienilor a fost motivul cel mai probabil pentru o evaluare proastă a independenței percepute a instanțelor și judecătorilor. Opinia cu privire la independența instanțelor și a judecătorilor a variat semnificativ de la un stat membru la altul. În timp ce în Finlanda, Danemarca și Austria, majoritatea respondenților (88%, 84% și, respectiv, 83%) au evaluat independența instanțelor și judecătorilor lor ca fiind „foarte bună” și „destul de bună”, acesta a fost cazul doar pentru 21% dintre respondenți în Croația, 24% în Polonia și 25% în Slovacia.
Vârsta, statutul de angajare, educația și experiența cu sistemul de justiție par să aibă un efect notabil asupra percepției asupra independenței sistemului de justiție. În 2022, 59% dintre respondenții cu vârsta cuprinsă între 15 și 24 de ani din UE au acordat o evaluare bună, comparativ cu 50% dintre respondenții cu vârsta de 55 de ani sau peste. Angajații (59%) au avut mai multe șanse să acorde un rating bun decât persoanele care desfășoară activități independente (52%), lucrătorii manuali (în conformitate cu Clasificarea Internațională Standard a Ocupațiilor ISCO-08) (51%) sau persoanele care nu erau angajate (51%). Cu cât oamenii au rămas mai mult în învățământ, cu atât au fost mai multe șanse să evalueze independența instanțelor și judecătorilor ca fiind bună: 57% dintre cei care au absolvit studiile la vârsta de 20 de ani sau peste au dat o evaluare bună, comparativ cu 40% dintre cei care au absolvit studiile la vârsta de 15 ani sau mai puțin. În mod remarcabil, răspunsurile persoanelor care au fost implicate într-o dispută trimisă în instanță au fost împărțite mai egal între cei care au evaluat sistemul ca bun (51%) sau prost (45%) decât ale celor care nu au fost în instanță (53% bun, 35% prost).

### Încrederea în instituții
Sistemele de justiție eficiente sunt o condiție prealabilă pentru lupta împotriva corupției. Corupția provoacă prejudicii sociale, mai ales atunci când este instrumentalizată de grupurile criminale organizate pentru a comite alte infracțiuni grave, cum ar fi traficul de droguri și de persoane. Corupția poate submina încrederea în instituțiile democratice și poate slăbi responsabilitatea conducerii politice. De asemenea, provoacă daune financiare prin scăderea nivelurilor investițiilor, împiedicând funcționarea corectă a pieței interne și reducând finanțele publice.
Percepția corupției în UE a stagnat din 2016
Deoarece nu există o modalitate de a evalua nivelurile absolute de corupție în țări sau teritorii pe baza unor dovezi empirice solide, captarea percepțiilor celor care sunt în măsură să ofere evaluări ale corupției din sectorul public este în prezent cea mai fiabilă metodă de comparare a nivelurilor corupției relative între țări. Conform indicelui de percepție a corupției (IPC) al Transparency International, UE a obținut un scor de 64 pe o scară de la 0 (foarte coruptă) la 100 în 2022, cu 21 de puncte mai mult decât scorul mediu mondial de 43. Scorul UE a a rămas stabil la acest nivel din 2016, ceea ce nu indică o schimbare semnificativă în percepția asupra corupției în Europa.
La nivel de țară, membrii UE au continuat să se claseze printre cele mai puțin corupte la nivel global în 2022 și au constituit mai mult de jumătate din primele 10 țări cele mai puțin corupte la nivel global. În cadrul UE, țările din nordul Europei au obținut cele mai bune scoruri, Danemarca, Finlanda și Suedia conducând clasamentul. La celălalt capăt al scalei, Ungaria, Bulgaria și România au înregistrat cele mai ridicate niveluri de corupție percepută în UE, ocupându-se pe pozițiile 77, 72 și, respectiv, 63, pe lista globală (cuprinzând 180 de țări în total).
Clasamentul țărilor după IPC corespunde în mare măsură unor răspunsuri similare colectate în 2022 printr-un sondaj Eurobarometru, în care Danemarca, Finlanda și Suedia au fost identificate ca fiind cele mai puțin corupte. Cu toate acestea, răspunsurile la acest sondaj prezintă o imagine mai pesimistă a nivelurilor de corupție din UE decât IPC. În toate țările, cu excepția celor cinci, cel puțin jumătate dintre respondenți au considerat corupția o problemă națională larg răspândită. Pentru UE în ansamblu, acest lucru se traduce printr-o medie de 68% dintre respondenți care au împărtășit această percepție în 2022. Această pondere a scăzut cu 8 puncte procentuale din 2013. Pe de altă parte, proporția populației care percep puțină corupție în țara lor a atins un maxim de 28% în 2022.
Există o relație notabilă între IPC și independența percepută a sistemului de justiție. Țările cu un IPC ridicat, cum ar fi Danemarca, Finlanda sau Suedia, arată, de asemenea, o pondere mare a populației care evaluează independența sistemului de justiție drept „bună”. În schimb, țările cu evaluări mai puțin optimiste ale independenței sistemului de justiție tind să aibă, de asemenea, scoruri IPC mai mici, de exemplu Bulgaria și Croația. Deoarece ambii indicatori se bazează pe percepțiile oamenilor, pe baza acestor date nu poate fi dedusă o relație cauzală între eficacitatea sistemului de justiție și apariția corupției. Cu toate acestea, sistemele de justiție eficiente sunt considerate a fi o condiție prealabilă pentru combaterea corupției.
Încrederea în instituțiile UE a fluctuat în ultimii ani
Încrederea în instituțiile politice este cheia pentru democrații eficiente. Pe de o parte, încrederea cetățenilor crește probabilitatea ca aceștia să voteze la alegeri democratice. Pe de altă parte, oferă politicienilor și partidelor politice mandatul necesar pentru a lua decizii care sunt acceptate în societate.
Încrederea în trei dintre principalele instituții ale UE, Parlamentul European, Comisia Europeană și Banca Centrală Europeană, a cunoscut perioade de creștere și declin în ultimele două decenii. Toate cele trei instituții au înregistrat o scădere a încrederii în 2020, dar datele pentru 2023 indică că au recâștigat teren, 49% din populație exprimându-și încrederea în Parlamentul European și 46% atât în Comisia Europeană, cât și în Banca Centrală Europeană. Comparativ cu 2022, însă, încrederea în Comisie și Parlament a scăzut cu 1 punct procentual, în timp ce încrederea în Banca Centrală Europeană a crescut cu 2 puncte procentuale. De-a lungul anilor, Parlamentul European a rămas cea mai de încredere dintre cele trei instituții.
Este posibil ca și criza economică să fi jucat un rol în
scăderea încrederii în instituțiile UE observată între 2007 și 2015, în timp ce pandemia COVID-19 ar fi putut influența scăderea în 2020. Nivelurile ridicate ale inflației din cauza presiunii asupra prețurilor energiei, alimentelor și altor mărfuri ca urmare a agresiunii Rusiei împotriva Ucrainei ar putea să fi provocat o scădere a încrederii în Banca Centrală Europeană în 2022 și în Comisie și Parlament în 2023. Cu toate acestea, sondajele arată că cetățenii tind să aibă doar o idee generală despre UE și nu au o cunoaștere mai profundă a rolului și puterilor instituțiilor UE, făcând încrederea în UE mai dependentă de informațiile contextuale decât de guvernanța reală.

## Prezentarea principalilor indicatori

### Rata standardizată a mortalității din cauza omuciderii

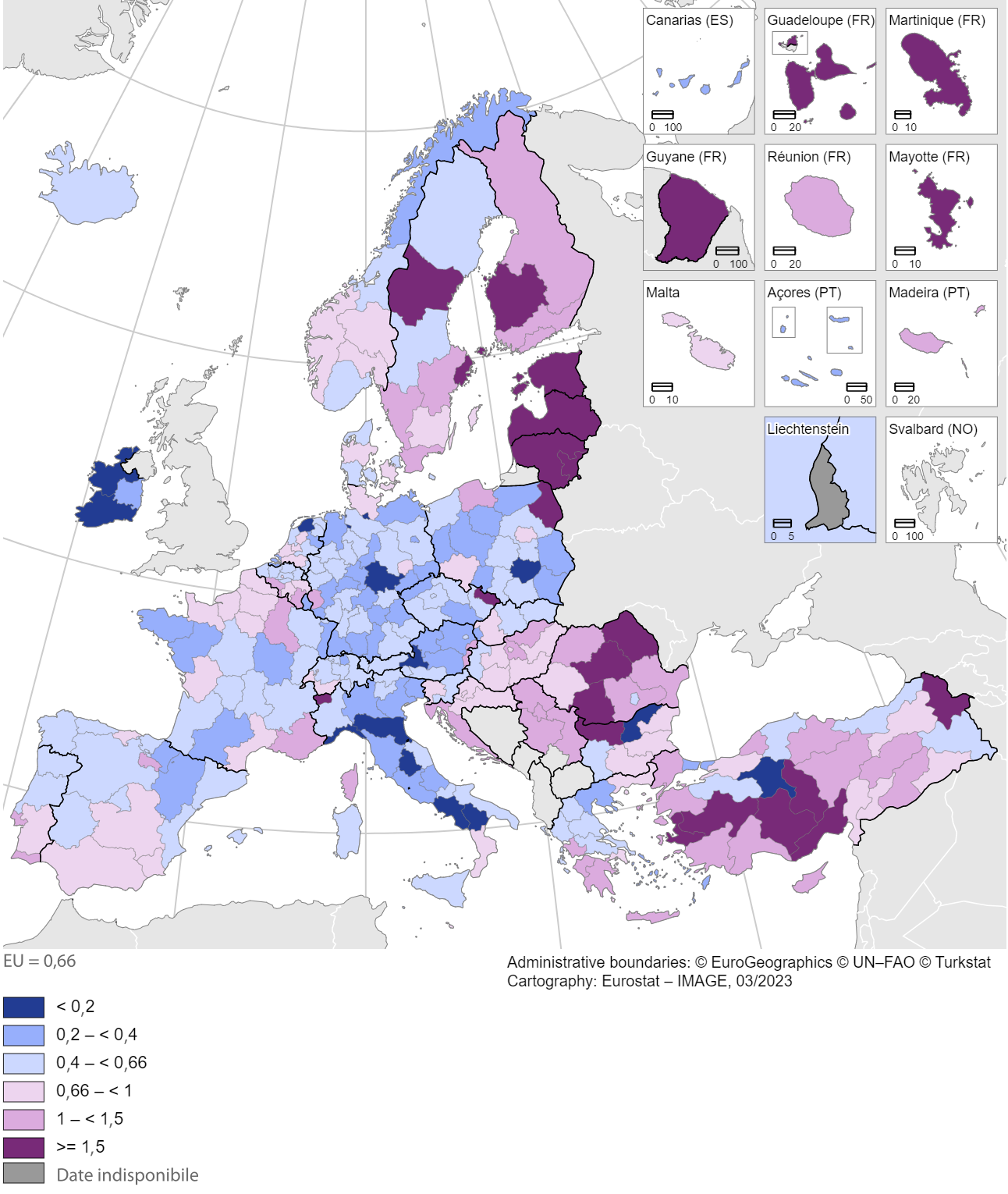
Rata standardizată a mortalității din cauza omuciderii, după regiunea NUTS 2, 2020
(cazuri la 100.000 de persoane)
Sursa: Eurostat (online data code: HLTH_CD_ASDR2)

Acest indicator monitorizează decesele cauzate de omucidere și rănile provocate de o altă persoană cu intenția de a răni sau ucide prin orice mijloace, inclusiv „efectele tardive” ale atacului, în conformitate cu clasificarea internațională a bolilor (International Classification of Diseases  - ICD) codurile X85 până la Y09 și Y87.1. Nu include decesele cauzate de intervenții legale sau de război (codurile ICD Y35 și Y36). Datele sunt prezentate ca rate standardizate de mortalitate, ceea ce înseamnă că sunt ajustate la o distribuție standard de vârstă pentru a măsura ratele de mortalitate independent de structura de vârstă a populației.
| Loc | Țară              | 2000 | 2001 | 2002  | 2003  | 2004  | 2005  | 2006  | 2007  | 2008  | 2009  | 2010  | 2011  | 2012  | 2013  | 2014 | 2015 | 2016 | 2017 | 2018  | 2019  | 2020 |
|     |                   |      |      |       |       |       |       |       |       |       |       |       |       |       |       |      |      |      |      |       |       |      |
| --- | ----------------- | ---- | ---- | ----- | ----- | ----- | ----- | ----- | ----- | ----- | ----- | ----- | ----- | ----- | ----- | ---- | ---- | ---- | ---- | ----- | ----- | ---- |
| -   | Uniunea Europeană | N/A  | N/A  | 1,4 e | 1,4 e | 1,4 e | 1,2 e | 1,1 e | 1,1 e | 1,1 e | 1,0 e | 1,0 e | 0,9   | 0,9   | 0,9   | 0,8  | 0,8  | 0,7  | 0,7  | 0,7 p | 0,7 p | 0,7  |
| 1   | Irlanda           | 0,8  | 1,0  | 1,0   | 0,8   | 0,5   | 0,8   | 0,8   | 1,0   | 0,8   | 0,8   | 0,8   | 0,6   | 0,9   | 0,6   | 0,7  | 0,5  | 0,5  | 0,4  | 0,5 p | 0,3 p | 0,2  |
| 2   | Luxemburg         | 1,0  | 1,7  | 1,7   | 0,8   | 0,4   | 1,5   | 1,4   | 1,3   | 1,0   | 1,0   | 2,3   | 0,4   | 0,3   | 0,2   | 1,1  | 0,9  | 0,5  | 0,2  | 0,4 p | 0,7 p | 0,3  |
| 3   | Italia            | 1,0  | 0,9  | 0,9   | 1,1   | N/A   | N/A   | 0,9   | 0,9   | 0,8   | 0,8   | 0,7   | 0,7   | 0,7   | 0,6   | 0,6  | 0,6  | 0,5  | 0,5  | 0,5 p | 0,4 p | 0,4  |
| 4   | Austria           | 1,0  | 1,0  | 0,9   | 0,6   | 0,8   | 0,8   | 0,8   | 0,6   | 0,6   | 0,7   | 0,6   | 0,6   | 0,4   | 0,4   | 0,4  | 0,6  | 0,5  | 0,5  | 0,6 p | 0,5 p | 0,4  |
| 5   | Germania          | 0,7  | 0,7  | 0,7   | 0,7   | 0,6   | 0,5   | 0,6   | 0,5   | 0,5   | 0,5   | 0,6   | 0,5   | 0,5   | 0,5   | 0,5  | 0,5  | 0,5  | 0,4  | 0,4 p | 0,4 p | 0,4  |
| 6   | Polonia           | 2,3  | 1,9  | 1,9   | 1,6   | 1,5   | 1,5   | 1,5   | 1,4   | 1,3   | 1,1   | 0,9   | 1,1   | 1,0   | 1,1   | 0,9  | 0,8  | 0,8  | 0,7  | 0,5 p | 0,7 p | 0,6  |
| 7   | Cehia             | 1,5  | 1,3  | 1,3   | 1,4   | 1,2   | 0,9   | 1,0   | 1,0   | 0,7   | 0,8   | 0,8   | 0,9   | 0,9   | 0,9   | 0,7  | 0,8  | 0,5  | 0,6  | 0,5 p | 0,7 p | 0,6  |
| 8   | Spania            | 1,0  | 1,0  | 1,0   | 1,0   | 1,3   | 0,9   | 0,8   | 0,7   | 0,8   | 0,7   | 0,7   | 0,7   | 0,6   | 0,7   | 0,6  | 0,6  | 0,6  | 0,6  | 0,6 p | 0,6 p | 0,6  |
| 9   | Slovacia          | 2,3  | 2,2  | 2,4   | 2,0   | 1,9   | 1,7   | 1,6   | 1,3   | 1,3   | 1,2   | 1,3   | 1,5   | 1,1   | 1,4   | 0,9  | 0,8  | 0,7  | 0,5  | 0,6 p | 0,6 p | 0,6  |
| 10  | Țările de Jos     | 1,1  | 1,2  | 1,1   | 1,2   | 1,2   | 1,0   | 0,8   | 0,9   | 0,9   | 0,9   | 0,9   | 0,9   | 0,8   | 0,8   | 0,8  | 0,7  | 0,6  | 0,8  | 0,6 p | 0,6 p | 0,6  |
| 11  | Danemarca         | 1,2  | 0,9  | 0,9   | 1,1   | 0,7   | 1,0   | 0,7   | 0,9   | 0,8   | 0,8   | N/A   | 0,8   | 0,3   | 0,4   | 0,7  | 0,6  | 0,5  | 0,8  | 0,7 p | 0,6 p | 0,6  |
| 12  | Belgia            | N/A  | N/A  | N/A   | 1,4   | 1,7   | 1,5   | 1,4   | 1,5   | 1,2   | 1,2   | 1,1   | 1,4   | 1,2   | 1,0   | 1,0  | 1,1  | 1,1  | 1,1  | 1,0 p | 0,8 p | 0,7  |
| 13  | Bulgaria          | 3,6  | 3,1  | 3,0   | 2,9   | 2,9   | 2,4   | 1,9   | 1,9   | 1,7   | 2,0   | 1,6   | 1,3   | 1,5   | 1,2   | 1,3  | 1,4  | 1,1  | 1,2  | 1,2 p | 1,0 p | 0,7  |
| 14  | Franța            | N/A  | 0,9  | 0,9   | 0,8   | 0,9   | 0,8   | 0,8   | 0,7   | 0,8   | 0,9   | 0,8   | 0,7   | 0,7   | 0,7   | 0,5  | 0,5  | 0,5  | 0,4  | 0,7 p | 0,8 p | 0,7  |
| 15  | Slovenia          | 1,1  | 0,8  | 1,3   | 1,4   | 1,8   | 1,1   | 0,6   | 1,0   | 0,6   | 0,6   | 0,5   | 0,9   | 0,8   | 1,0   | 1,0  | 0,8  | 0,7  | 1,1  | 0,7 p | 0,4 p | 0,7  |
| 16  | Grecia            | 1,2  | 1,1  | 0,8   | 1,1   | 0,9   | 1,0   | 0,9   | 1,1   | 1,3   | 1,4   | 1,4   | 1,5   | 1,4   | 1,4   | 1,1  | 0,9  | 0,8  | 0,8  | 0,9 p | 0,8 p | 0,7  |
| 17  | Portugalia        | 0,9  | 1,2  | 1,7   | 1,6   | 1,7   | 1,4   | 1,7   | 1,0   | 1,4   | 1,0   | 1,2   | 0,9   | 1,1   | 0,9   | 1,0  | 1,0  | 0,8  | 0,7  | 0,8 p | 0,9 p | 0,8  |
| 18  | Ungaria           | 2,7  | 2,6  | 2,5   | 2,0   | 2,2   | 2,0   | 2,0   | 1,8   | 2,1   | 1,5   | 1,5   | 1,7 d | 1,4 d | 1,3 d | 0,9  | 1,3  | 1,0  | 0,8  | 1,0 p | 0,8 p | 0,9  |
| 19  | Croația           | N/A  | N/A  | 1,5   | 1,6   | 1,8   | 1,3   | 1,8   | 1,6   | 1,7   | 1,3   | 1,4   | 1,1   | 1,2 d | 1,1 d | 0,9  | 0,9  | 1,2  | 1,2  | 0,6 p | 0,8 p | 1,0  |
| 20  | Malta             | 1,2  | 2,1  | 1,3   | N/A   | 1,3   | 0,5   | N/A   | 0,8   | 1,2   | 0,7   | 1,0   | 0,5   | 1,3   | 1,4   | 0,8  | 0,7  | 0,8  | 1,6  | 1,6 p | 0,5 p | 1,0  |
| 21  | Suedia            | 1,1  | 1,0  | 1,2   | 0,9   | 1,1   | 0,9   | 0,9   | 1,2   | 0,8   | 0,9   | 0,9   | 0,8   | 0,7   | 0,8   | 0,8  | 1,0  | 0,9  | 1,1  | 1,0 p | 1,0 p | 1,3  |
| 22  | Finlanda          | 2,6  | 2,9  | 2,5   | 1,9   | 2,4   | 2,0   | 2,0   | 2,2   | 2,2   | 2,0   | 1,9   | 1,8   | 1,3   | 1,5   | 1,4  | 1,3  | 1,2  | 1,1  | 1,2 p | 1,2 p | 1,3  |
| 23  | Cipru             | N/A  | N/A  | N/A   | N/A   | 1,4   | 1,9   | 1,8   | 1,4   | 1,2   | 2,2   | 0,4   | 2,3   | 1,9   | 1,4   | 1,1  | 1,5  | 1,3  | 1,0  | 1,6 p | 1,4 p | 1,4  |
| 24  | România           | 3,9  | 3,8  | 4,0   | 4,1   | 3,8   | 2,7   | 2,4   | 2,2   | 2,6   | 2,5   | 2,6   | 2,2   | 2,3   | 1,9   | 1,9  | 1,6  | 1,6  | 1,5  | 1,4 p | 1,5 p | 1,5  |
| 25  | Lituania          | 10,7 | 10,8 | 7,3   | 10,2  | 8,8   | 9,7   | 8,1   | 7,5   | 7,9   | 6,3   | 5,6   | 5,1   | 4,4   | 4,9   | 3,8  | 4,1  | 3,6  | 2,8  | 2,6 p | 2,2 p | 2,5  |
| 26  | Estonia           | 14,9 | 15,5 | 11,8  | 10,9  | 8,3   | 9,4   | 7,5   | 7,1   | 6,8   | 6,1   | 4,7   | 4,7   | 4,9   | 4,0   | 3,2  | 3,6  | 2,7  | 2,3  | 2,3 p | 2,0 p | 3,2  |
| 27  | Letonia           | 13,0 | 12,5 | 12,0  | 11,1  | 9,8   | 10,6  | 9,8   | 8,8   | 7,9   | 6,6   | 6,7   | 6,2   | 6,3   | 5,9   | 7,0  | 5,1  | 4,5  | 3,8  | 3,8 p | 3,3 p | 3,5  |

| Loc | Țară          | 2000 | 2001 | 2002 | 2003 | 2004 | 2005 | 2006 | 2007 | 2008 | 2009 | 2010 | 2011  | 2012  | 2013  | 2014  | 2015  | 2016  | 2017  | 2018   | 2019   | 2020 |
| --- | ------------- | ---- | ---- | ---- | ---- | ---- | ---- | ---- | ---- | ---- | ---- | ---- | ----- | ----- | ----- | ----- | ----- | ----- | ----- | ------ | ------ | ---- |
| -   | Liechtenstein | N/A  | N/A  | N/A  | N/A  | N/A  | N/A  | N/A  | N/A  | N/A  | N/A  | N/A  | N/A   | N/A   | N/A   | 2,2   | N/A   | N/A   | 0,0   | 0,0 p  | 0,0 p  | 0,0  |
| -   | Elveția       | 0,8  | 1,1  | 1,0  | 0,7  | 0,9  | 0,8  | 0,6  | 0,6  | 0,6  | 0,7  | 0,5  | 0,5   | 0,5   | 0,5   | 0,4   | 0,6   | 0,4   | 0,4   | 0,5 p  | 0,4 p  | 0,5  |
| -   | Islanda       | 2,1  | 0,6  | 1,9  | N/A  | 1,3  | 0,9  | 0,3  | 0,6  | 0,2  | 0,3  | N/A  | 0,8   | 0,3   | 1,0   | 0,3   | 1,3   | 0,3   | 0,8   | 0,3 p  | 0,0 p  | 0,6  |
| -   | Norvegia      | 1,2  | 0,7  | 0,9  | 1,0  | 0,8  | 0,6  | 1,0  | 0,7  | 0,6  | 0,7  | 0,6  | 2,1   | 0,6   | 0,9   | 0,6   | 0,4   | 0,7   | 0,5   | 0,4 p  | 0,5 p  | 0,6  |
|     |               |      |      |      |      |      |      |      |      |      |      |      |       |       |       |       |       |       |       |        |        |      |
| -   | Serbia        | N/A  | N/A  | N/A  | N/A  | N/A  | N/A  | N/A  | N/A  | N/A  | N/A  | N/A  | 1,7   | 1,6   | 2,1   | 1,7   | 1,4   | 1,8   | 1,3   | 1,4 p  | 1,2 p  | 1,3  |
| -   | Turcia        | N/A  | N/A  | N/A  | N/A  | N/A  | N/A  | N/A  | N/A  | N/A  | N/A  | N/A  | 1,2 d | 1,2 d | 1,7 d | 1,5 d | 1,3 d | 1,7 d | 1,7 d | 1,4 dp | 1,0 dp | N/A  |

d - definiții diferite

e - date estimate

p - date provizorii

dp - definiții diferite, date provizorii

Sursa: Eurostat (online data code: sdg_16_10)

### Populația care raportează infracțiuni, violență sau vandalism în zona lor

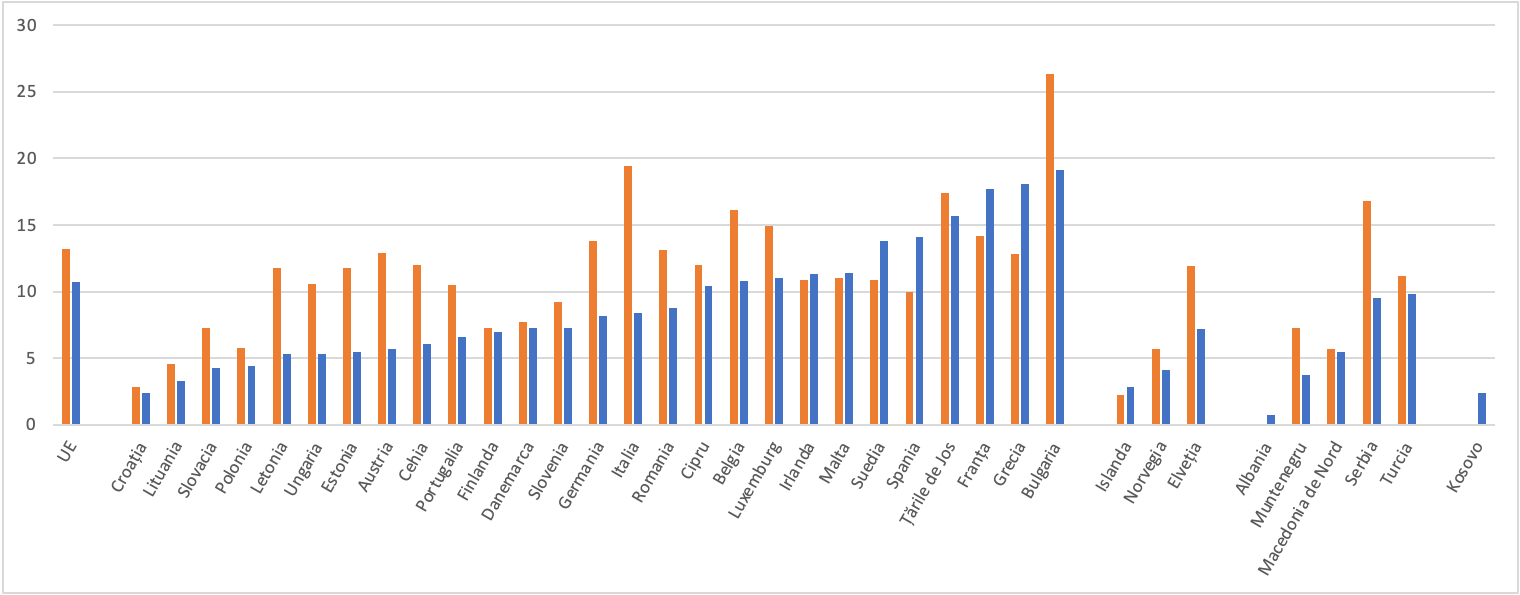
2015
2020
Sursa: Eurostat (online data code: sdg_16_20)

Acest indicator prezintă ponderea populației care a raportat că se confruntă cu problema criminalității, violenței sau vandalismului în zona lor. Aceasta descrie situația în care respondentul consideră că infracțiunea, violența sau vandalismul din zonă reprezintă o problemă pentru gospodărie, deși această percepție nu se bazează neapărat pe experiența personală. Datele provin din Statisticile UE privind veniturile și condițiile de viață (EU-SILC).
| Loc | Țară              | 2003 | 2004 | 2005 | 2006 | 2007 | 2008   | 2009   | 2010   | 2011   | 2012   | 2013   | 2014   | 2015   | 2016   | 2017   | 2018   | 2019   | 2020   |
|     |                   |      |      |      |      |      |        |        |        |        |        |        |        |        |        |        |        |        |        |
| --- | ----------------- | ---- | ---- | ---- | ---- | ---- | ------ | ------ | ------ | ------ | ------ | ------ | ------ | ------ | ------ | ------ | ------ | ------ | ------ |
| -   | Uniunea Europeană | N/A  | N/A  | N/A  | N/A  | N/A  | N/A    | N/A    | 13,1 e | 13,2 e | 12,8 e | 14,1 e | 13,6 e | 13,2 e | 12,5 e | 11,5 e | 11,5 e | 11,0 e | 10,7 e |
| 1   | Croația           | N/A  | N/A  | N/A  | N/A  | N/A  | N/A    | N/A    | 4,6    | 3,6    | 3,2    | 2,9    | 2,5    | 2,8    | 3,0    | 3,0    | 2,6    | 2,7    | 2,4    |
| 2   | Lituania          | N/A  | N/A  | 9,0  | 7,8  | 7,1  | 5,1    | 6,5    | 5,3    | 4,8    | 5,0    | 6,4    | 4,8    | 4,6    | 3,4    | 8,2    | 3,7    | 3,2    | 3,3    |
| 3   | Slovacia          | N/A  | N/A  | 9,5  | 8,4  | 8,2  | 9,3    | 12,3 b | 10,2   | 10,0   | 9,6    | 8,9    | 8,7    | 7,3    | 6,9    | 6,2    | 4,8    | 5,6    | 4,3    |
| 4   | Polonia           | N/A  | N/A  | 10,4 | 9,0  | 8,0  | 7,3    | 6,7    | 6,5 b  | 6,3    | 6,3    | 6,4    | 6,4    | 5,8    | 5,6    | 5,4    | 4,8    | 4,4    | N/A    |
| 5   | Letonia           | N/A  | N/A  | 22,6 | 27,2 | 27,2 | 28,7   | 25,3 b | 23,8   | 19,0   | 17,0   | 12,0   | 13,0   | 11,8   | 10,0   | 8,0    | 8,6    | 6,1    | 5,3    |
| 6   | Ungaria           | N/A  | N/A  | 12,4 | 10,0 | 12,9 | 13,1   | 11,6   | 11,7   | 10,9   | 10,4   | 12,6   | 13,9   | 10,6   | 9,7    | 7,2    | 4,8    | 5,3    | 5,3    |
| 7   | Estonia           | N/A  | 27,8 | 23,2 | 20,1 | 21,4 | 17,2   | 19,3   | 18,0   | 14,5   | 15,7   | 12,3   | 12,3 b | 11,8   | 9,2    | 7,3    | 7,4    | 7,4    | 5,5    |
| 8   | Austria           | N/A  | 9,8  | 12,4 | 12,1 | 11,4 | 11,0 b | 15,1   | 13,4   | 12,1   | 11,7   | 11,3   | 13,4   | 12,9   | 12,4   | 10,9   | 9,7    | 8,4    | 5,7    |
| 9   | Cehia             | N/A  | N/A  | 16,5 | 14,3 | 13,1 | 13,9   | 17,9 b | 15,4   | 15,0   | 13,2   | 13,9   | 13,5   | 12,0   | 11,7   | 9,3    | 7,9    | 7,8    | 6,1    |
| 10  | Portugalia        | N/A  | 13,6 | 13,8 | 11,9 | 12,6 | 11,7   | 14,0   | 11,3   | 10,1   | 10,9   | 13,3   | 11,6   | 10,5   | 7,8    | 7,9    | 6,5    | 6,7    | 6,6    |
| 11  | Finlanda          | N/A  | 16,8 | 17,3 | 15,3 | 12,9 | 13,1   | 13,7   | 8,7    | 8,3    | 8,6    | 9,0    | 7,0    | 7,3    | 6,5    | 6,2    | 7,0    | 6,4    | 7,0    |
| 12  | Danemarca         | 10,0 | 14,2 | 14,0 | 13,6 | 14,0 | 16,2   | 16,5   | 14,2   | 15,7   | 9,9    | 9,2    | 9,1    | 7,7    | 8,4    | 7,8    | 7,4    | 7,5    | 7,3    |
| 13  | Slovenia          | N/A  | N/A  | 10,5 | 9,5  | 10,2 | 8,7    | 12,5 b | 9,3    | 8,6    | 8,1    | 9,1    | 10,1   | 9,2    | 8,5    | 8,0    | 7,9    | 8,0    | 7,3    |
| 14  | Germania          | N/A  | N/A  | 9,8  | 12,6 | 12,4 | 13,0   | 12,7   | 12,0   | 12,9   | 12,5   | 13,5   | 13,1   | 13,8   | 14,1   | 14,2   | 13,3   | 13,1   | 8,2 bu |
| 15  | Italia            | N/A  | 15,3 | 14,3 | 14,8 | 16,0 | 14,2   | 15,9   | 12,7   | 14,5   | 14,9   | 16,0   | 18,0   | 19,4   | 14,7   | 12,5   | 11,3   | 9,4    | 8,4    |
| 16  | România           | N/A  | N/A  | N/A  | N/A  | 15,4 | 13,1   | 16,1   | 15,4   | 16,3   | 13,7   | 15,7   | 14,5   | 13,1   | 14,1   | 11,3   | 11,5   | 9,6    | 8,8    |
| 17  | Cipru             | N/A  | N/A  | 8,9  | 12,9 | 13,6 | 10,1 b | 8,3    | 12,7   | 15,0   | 15,5   | 15,3   | 11,9   | 12,0   | 9,8    | 12,5   | 13,9   | 12,7   | 10,4   |
| 18  | Belgia            | 20,1 | 19,6 | 17,5 | 18,0 | 17,3 | 15,8   | 16,9   | 17,5   | 15,6   | 14,5   | 19,4   | 16,2   | 16,1   | 13,3   | 12,4   | 12,3   | 13,3 b | 10,8   |
| 19  | Luxemburg         | 18,3 | 15,3 | 15,4 | 11,1 | 9,7  | 10,6   | 10,6   | 10,2   | 10,7   | 14,4   | 12,9   | 16,8   | 14,9   | 12,2 b | 12,0   | 11,3   | 11,2   | 11,0 b |
| 20  | Irlanda           | 15,4 | 14,7 | 14,5 | 16,5 | 15,3 | 12,2   | 14,5   | 10,2   | 10,4   | 10,7   | 11,9   | 10,9   | 10,9   | 9,7    | 9,7    | 10,0   | 8,8    | 11,3 b |
| 21  | Malta             | N/A  | N/A  | 13,4 | 12,5 | 10,2 | 9,7    | 10,7   | 10,4   | 12,7   | 12,6   | 12,9   | 12,2   | 11,0   | 10,4   | 10,0   | 12,5   | 13,6   | 11,4   |
| 22  | Suedia            | N/A  | 10,0 | 9,7  | 13,5 | 13,0 | 13,6 b | 13,2   | 10,4   | 11,3   | 10,6   | 10,1   | 10,7   | 10,9   | 12,7   | 13,0   | 14,4   | 13,0   | 13,8   |
| 23  | Spania            | N/A  | 18,4 | 18,9 | 19,3 | 17,5 | 14,7   | 16,4 b | 13,0   | 10,8   | 10,1   | 14,2   | 11,9   | 10,0   | 10,3   | 8,7    | 10,9   | 11,6   | 14,1   |
| 24  | Țările de Jos     | N/A  | N/A  | 19,0 | 16,7 | 17,7 | 14,8   | 21,7 b | 16,8   | 18,6   | 18,3   | 18,1   | 18,5   | 17,4   | 16,9 b | 15,0   | 17,5   | 16,3   | 15,7   |
| 25  | Franța            | N/A  | 22,3 | 17,5 | 16,1 | 16,3 | 14,8   | 15,3   | 15,6   | 14,8   | 14,7   | 16,8   | 15,3   | 14,2   | 14,8   | 13,9   | 14,9   | 14,7   | 17,7 b |
| 26  | Grecia            | 9,7  | 7,8  | 8,2  | 8,5  | 10,4 | 12,0   | 16,3 b | 19,1   | 20,1   | 20,1   | 19,0   | 16,1   | 12,8   | 11,8   | 13,8   | 13,5   | 16,9   | 18,1   |
| 27  | Bulgaria          | N/A  | N/A  | 24,5 | 24,5 | 27,6 | 24,7   | 28,6 b | 27,7   | 27,2   | 26,9   | 25,8   | 26,8   | 26,3   | 25,0 b | 23,6   | 21,8   | 20,2   | 19,1   |

| Loc | Țară              | 2003 | 2004 | 2005 | 2006 | 2007 | 2008 | 2009 | 2010 | 2011 | 2012 | 2013 | 2014   | 2015 | 2016 | 2017 | 2018 | 2019 | 2020 |
| --- | ----------------- | ---- | ---- | ---- | ---- | ---- | ---- | ---- | ---- | ---- | ---- | ---- | ------ | ---- | ---- | ---- | ---- | ---- | ---- |
| -   | Islanda           | N/A  | 3,9  | 3,7  | 2,4  | 3,5  | 3,3  | 4,2  | 3,7  | 2,3  | 3,4  | 2,2  | 2,1    | 2,2  | 2,2  | 2,0  | 2,8  | N/A  | N/A  |
| -   | Norvegia          | 5,8  | 5,7  | 4,8  | 3,9  | 4,7  | 5,2  | 5,3  | 5,5  | 4,9  | 6,0  | 4,6  | 4,0    | 5,7  | 4,6  | 3,8  | 4,2  | 4,0  | 4,1  |
| -   | Elveția           | N/A  | N/A  | N/A  | N/A  | 12,7 | 12,2 | 12,0 | 13,6 | 12,3 | 16,5 | 14,5 | 14,7 b | 11,9 | 10,9 | 9,1  | 7,9  | 7,1  | 7,2  |
|     |                   |      |      |      |      |      |      |      |      |      |      |      |        |      |      |      |      |      |      |
| -   | Albania           | N/A  | N/A  | N/A  | N/A  | N/A  | N/A  | N/A  | N/A  | N/A  | N/A  | N/A  | N/A    | N/A  | N/A  | 0,6  | 1,1  | 0,7  | 0,7  |
| -   | Muntenegru        | N/A  | N/A  | N/A  | N/A  | N/A  | N/A  | N/A  | N/A  | N/A  | N/A  | 6,5  | 6,8    | 7,3  | 5,2  | 4,1  | 6,2  | 6,9  | 3,7  |
| -   | Macedonia de Nord | N/A  | N/A  | N/A  | N/A  | N/A  | N/A  | N/A  | 7,0  | 6,9  | 4,9  | 7,3  | 5,7    | 5,7  | 4,8  | 4,2  | 5,3  | 6,5  | 5,5  |
| -   | Serbia            | N/A  | N/A  | N/A  | N/A  | N/A  | N/A  | N/A  | N/A  | N/A  | N/A  | 20,2 | 21,1   | 16,8 | 18,2 | 14,0 | 14,7 | 10,7 | 9,5  |
| -   | Turcia            | N/A  | N/A  | N/A  | 21,4 | 17,0 | 11,3 | 12,4 | N/A  | 10,7 | 8,5  | 9,7  | 10,6   | 11,2 | 10,7 | 11,3 | 11,1 | 10,9 | 9,8  |
|     |                   |      |      |      |      |      |      |      |      |      |      |      |        |      |      |      |      |      |      |
| -   | Kosovo            | N/A  | N/A  | N/A  | N/A  | N/A  | N/A  | N/A  | N/A  | N/A  | N/A  | N/A  | N/A    | N/A  | N/A  | N/A  | 2,4  | N/A  | N/A  |

b - întrerupere în seriile temporale

e - date estimate

u - date cu acuratețe redusă

bu - întrerupere în seriile temporale, date cu acuratețe redusă

Sursa: Eurostat (online data code: sdg_16_20)

### Cheltuielile totale ale administrației publice pentru instanțele judecătorești

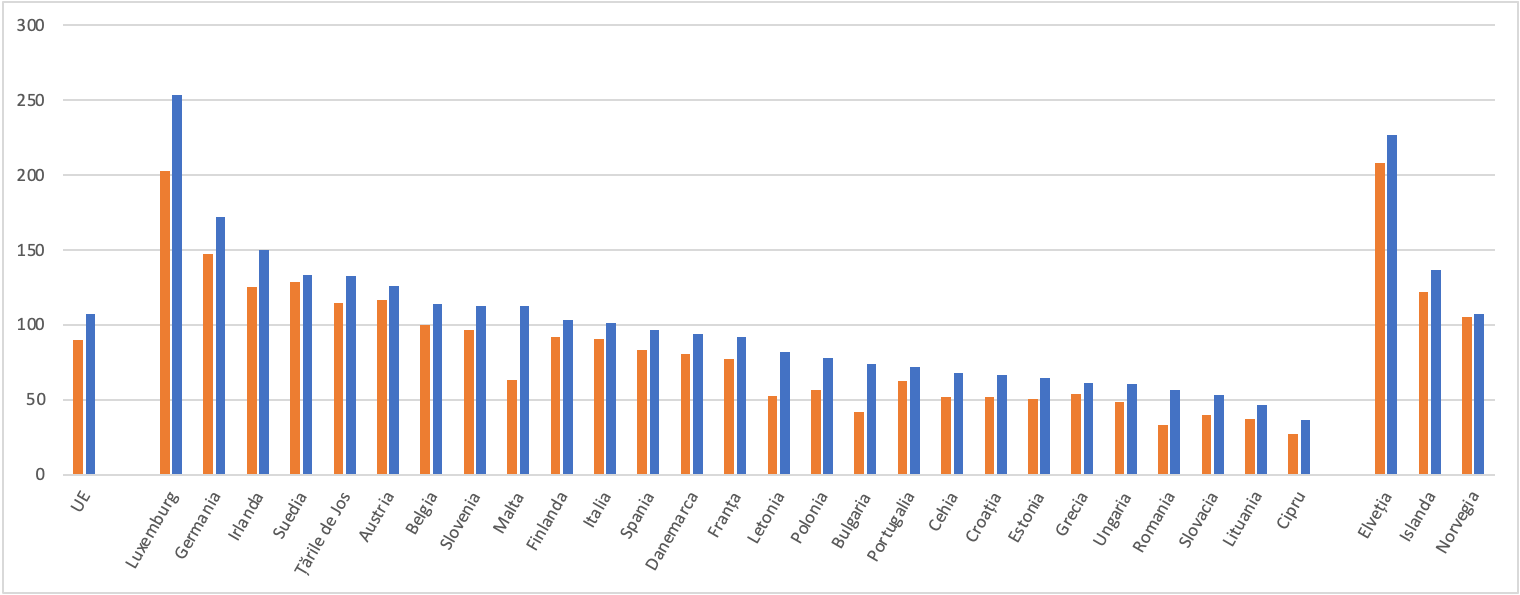
2016
2021
Sursa: Eurostat (online data code: sdg_16_30)

Acest indicator se referă la cheltuielile totale ale administrației publice pentru instanțele judecătorești. Include cheltuieli pentru administrarea, funcționarea sau susținerea instanțelor de drept civil și penal și a sistemului judiciar, inclusiv executarea amenzilor și a reglementărilor legale impuse de instanțe. De asemenea, sunt luate în considerare funcționarea sistemelor de eliberare condiționată și de probațiune, reprezentarea juridică și consilierea în numele guvernului sau în numele altora furnizate de guvern în numerar sau în servicii. instanțele judecătorești includ tribunale administrative și altele asemenea, dar exclud administrațiile penitenciarelor.
| Loc | Țară              | 2000  | 2001   | 2002   | 2003  | 2004   | 2005  | 2006  | 2007  | 2008   | 2009  | 2010   | 2011  | 2012  | 2013  | 2014  | 2015  | 2016  | 2017  | 2018  | 2019    | 2020    | 2021    |
|     |                   |       |        |        |       |        |       |       |       |        |       |        |       |       |       |       |       |       |       |       |         |         |         |
| --- | ----------------- | ----- | ------ | ------ | ----- | ------ | ----- | ----- | ----- | ------ | ----- | ------ | ----- | ----- | ----- | ----- | ----- | ----- | ----- | ----- | ------- | ------- | ------- |
| -   | Uniunea Europeană | N/A   | 61,2   | 65,4   | 68,4  | 67,8   | 71,8  | 73,9  | 77,2  | 81,4   | 82,9  | 83,8   | 86,1  | 84,5  | 86,4  | 87,4  | 88,8  | 89,9  | 93,2  | 96,8  | 100,5   | 101,1   | 107,0   |
| 1   | Luxemburg         | 97,5  | 119,3  | 123,8  | 129,6 | 129,8  | 140,4 | 147,4 | 150,2 | 159,0  | 170,2 | 182,4  | 179,0 | 180,1 | 182,1 | 182,3 | 190,4 | 202,9 | 205,7 | 213,4 | 229,3   | 239,9   | 253,0   |
| 2   | Germania          | 109,8 | 114,0  | 117,6  | 117,3 | 118,4  | 122,3 | 124,3 | 124,5 | 127,0  | 130,8 | 132,6  | 134,6 | 136,8 | 140,2 | 145,6 | 146,7 | 147,0 | 151,4 | 156,8 | 162,3 p | 160,7 p | 172,2 p |
| 3   | Irlanda           | 52,8  | 65,9   | 73,6   | 82,6  | 86,7   | 88,0  | 94,0  | 106,7 | 113,6  | 98,3  | 97,6   | 132,5 | 121,9 | 121,6 | 118,3 | 121,1 | 125,0 | 131,6 | 139,3 | 145,4   | 149,4   | 150,0   |
| 4   | Suedia            | N/A   | 81,1   | 86,1   | 88,2  | 88,9   | 87,1  | 97,7  | 105,5 | 101,7  | 93,8  | 109,5  | 119,7 | 125,6 | 133,1 | 127,3 | 124,6 | 128,8 | 129,6 | 123,9 | 123,0   | 123,5   | 133,5   |
| 5   | Țările de Jos     | 60,2  | 70,8   | 79,5   | 90,5  | 93,2   | 95,9  | 98,3  | 106,5 | 108,6  | 116,1 | 118,0  | 121,2 | 117,3 | 116,5 | 114,0 | 112,8 | 114,7 | 118,2 | 124,9 | 127,7   | 133,2   | 132,3 p |
| 6   | Austria           | 75,6  | 80,3   | 81,4   | 85,4  | 87,2   | 84,5  | 85,7  | 87,2  | 93,2   | 99,0  | 98,4   | 100,4 | 104,3 | 105,4 | 112,5 | 117,0 | 116,6 | 119,1 | 120,5 | 121,2   | 121,3   | 125,9   |
| 7   | Belgia            | N/A   | 68,7   | 77,2   | 80,5  | 80,3   | 82,5  | 90,3  | 86,3  | 94,5   | 91,7  | 95,2   | 95,7  | 105,5 | 100,3 | 96,8  | 91,1  | 100,1 | 100,3 | 101,8 | 102,1   | 104,1 p | 114,2 p |
| 8   | Slovenia          | 63,5  | 68,0   | 70,7   | 74,0  | 78,1   | 82,6  | 80,1  | 86,5  | 97,8 b | 99,5  | 102,2  | 99,7  | 96,9  | 96,3  | 94,2  | 92,6  | 96,3  | 95,9  | 100,0 | 105,5   | 107,7   | 112,9   |
| 9   | Malta             | N/A   | 39,4   | 47,0   | 52,4  | 47,4   | 50,3  | 43,7  | 48,4  | 50,1   | 50,2  | 50,4   | 55,3  | 55,7  | 65,7  | 66,9  | 49,6  | 63,0  | 62,3  | 65,1  | 79,1    | 88,6    | 112,6   |
| 10  | Finlanda          | N/A   | 67,1   | 70,4   | 73,5  | 72,5   | 74,3  | 74,6  | 77,7  | 82,8   | 89,5  | 90,8   | 84,4  | 86,4  | 88,4  | 89,5  | 89,0  | 91,7  | 98,8  | 100,3 | 111,7   | 102,3   | 103,4   |
| 11  | Italia            | N/A   | 80,3   | 86,3   | 91,0  | 78,2   | 89,4  | 85,4  | 86,6  | 84,7   | 90,1  | 86,1   | 97,9  | 85,1  | 90,9  | 88,7  | 92,3  | 90,7  | 93,9  | 97,2  | 99,6    | 97,8    | 101,5   |
| 12  | Spania            | 43,7  | 48,9   | 54,3   | 61,8  | 61,5   | 65,4  | 67,7  | 75,6  | 83,2   | 89,0  | 90,0   | 87,5  | 82,5  | 80,7  | 79,6  | 83,5  | 83,4  | 85,0  | 88,0  | 90,2    | 92,1 p  | 96,8 p  |
| 13  | Danemarca         | 59,1  | 59,8   | 60,9   | 64,7  | 68,0   | 68,0  | 74,3  | 77,9  | 81,8   | 93,8  | 85,3   | 99,1  | 89,8  | 79,4  | 79,8  | 79,6  | 80,5  | 77,0  | 79,5  | 85,5    | 88,6    | 93,6    |
| 14  | Franța            | 50,3  | 53,4   | 57,9   | 59,5  | 62,0   | 61,0  | 61,6  | 62,8  | 67,2   | 70,8  | 73,2   | 71,9  | 73,2  | 73,3  | 75,1  | 75,2  | 77,4  | 78,4  | 82,1  | 83,9    | 84,0 p  | 91,9 p  |
| 15  | Letonia           | N/A   | 16,8   | 17,4   | 19,7  | 21,5   | 24,8  | 30,3  | 41,9  | 45,8   | 36,0  | 33,8   | 42,7  | 44,0  | 45,7  | 47,1  | 51,4  | 52,3  | 57,0  | 62,7  | 67,5    | 73,8    | 82,1    |
| 16  | Polonia           | N/A   | 26,8   | 25,6   | 27,8  | 26,7   | 35,1  | 42,2  | 49,0  | 59,6   | 47,3  | 54,0   | 49,9  | 54,1  | 53,2  | 55,4  | 57,8  | 56,8  | 61,0  | 65,9  | 71,5    | 76,2    | 78,1    |
| 17  | Bulgaria          | 6,8   | 7,0    | 8,5    | 11,2  | 14,9   | 17,9  | 22,4  | 31,3  | 34,8   | 33,9  | 27,8   | 34,6  | 33,9  | 36,6  | 39,3  | 42,3  | 42,1  | 46,8  | 48,5  | 59,6    | 63,6    | 73,6    |
| 18  | Portugalia        | 34,8  | 35,5   | 50,9   | 60,5  | 52,0   | 57,7  | 61,3  | 57,7  | 61,1   | 62,1  | 68,8   | 69,2  | 54,7  | 61,1  | 57,5  | 60,9  | 62,8  | 62,7  | 67,0  | 67,4    | 70,6    | 72,1 p  |
| 19  | Cehia             | 19,5  | 22,1   | 27,4   | 27,9  | 28,3   | 34,3  | 35,9  | 39,1  | 46,2   | 45,5  | 44,6   | 46,5  | 44,0  | 45,3  | 44,0  | 51,9  | 51,9  | 54,7  | 59,7  | 65,4    | 65,8    | 67,9    |
| 20  | Croația           | 32,3  | 36,4 b | 38,5   | 37,3  | 43,7   | 43,3  | 44,8  | 53,7  | 56,1   | 58,5  | 52,8   | 49,2  | 51,3  | 50,7  | 49,1  | 50,1  | 51,6  | 54,4  | 57,8  | 62,1    | 63,6    | 66,7    |
| 21  | Estonia           | 11,3  | 11,3   | 12,5   | 14,8  | 19,0   | 20,8  | 23,1  | 30,8  | 41,7   | 31,6  | 30,7   | 33,3  | 36,4  | 40,1  | 47,1  | 48,0  | 50,7  | 55,3  | 58,2  | 65,0    | 65,0    | 64,4    |
| 22  | Grecia            | N/A   | 35,6   | 38,5   | 39,3  | 42,9   | 44,3  | 47,0  | 52,0  | 69,1   | 76,3  | 60,7 b | 59,1  | 52,8  | 57,1  | 67,5  | 50,9  | 54,1  | 55,4  | 62,5  | 62,4    | 63,0 p  | 60,9 p  |
| 23  | Ungaria           | 16,9  | 19,5   | 24,8   | 27,3  | 38,2   | 41,5  | 40,4  | 41,0  | 45,5   | 39,7  | 38,2   | 40,0  | 41,3  | 43,9  | 41,5  | 43,6  | 48,4  | 52,6  | 57,3  | 61,9    | 58,8    | 60,8 p  |
| 24  | România           | N/A   | N/A c  | 5,9    | 6,5   | 7,5 b  | 11,4  | 16,5  | 23,2  | 23,9   | 19,1  | 21,0   | 22,3  | 22,9  | 29,8  | 29,2  | 28,9  | 33,3  | 46,3  | 42,7  | 47,7    | 48,2    | 56,3 p  |
| 25  | Slovacia          | N/A   | 21,1 e | 21,4 e | 17,5  | 18,9 p | 20,0  | 26,9  | 28,7  | 33,9   | 41,1  | 38,5   | 40,7  | 41,6  | 44,5  | 44,3  | 48,8  | 39,6  | 41,6  | 46,1  | 56,5    | 54,0    | 53,5    |
| 26  | Lituania          | 13,9  | 16,0   | 18,2   | 20,3  | 22,8   | 25,5  | 29,3  | 34,3  | 38,8   | 27,0  | 27,0   | 27,8  | 29,7  | 29,2  | 32,7  | 35,8  | 36,9  | 39,0  | 41,7  | 45,1    | 47,4    | 46,6    |
| 27  | Cipru             | 20,6  | 22,0   | 24,0   | 27,8  | 27,9   | 29,2  | 31,2  | 32,3  | 31,7   | 31,9  | 30,7   | 30,9  | 30,1  | 29,7  | 25,6  | 25,5  | 27,0  | 30,5  | 40,0  | 34,5    | 37,6    | 36,8 p  |

| Loc | Țară     | 2000  | 2001  | 2002  | 2003  | 2004  | 2005  | 2006  | 2007  | 2008  | 2009  | 2010  | 2011  | 2012  | 2013  | 2014  | 2015  | 2016  | 2017  | 2018  | 2019  | 2020  | 2021  |
| --- | -------- | ----- | ----- | ----- | ----- | ----- | ----- | ----- | ----- | ----- | ----- | ----- | ----- | ----- | ----- | ----- | ----- | ----- | ----- | ----- | ----- | ----- | ----- |
| -   | Elveția  | 102,5 | 107,3 | 114,5 | 115,0 | 119,0 | 123,7 | 123,7 | 122,6 | 121,5 | 130,7 | 146,6 | 186,8 | 188,5 | 185,3 | 189,3 | 217,1 | 208,2 | 205,7 | 201,0 | 214,5 | 226,6 | 226,7 |
| -   | Islanda  | 67,9  | 62,1  | 65,0  | 75,0  | 78,3  | 92,9  | 92,7  | 101,8 | 63,6  | 57,0  | 61,0  | 59,6  | 68,0  | 73,5  | 83,1  | 103,7 | 121,6 | 147,6 | 155,4 | 148,4 | 128,8 | 136,6 |
| -   | Norvegia | 62,2  | 65,5  | 82,9  | 81,8  | 79,4  | 89,6  | 87,9  | 92,9  | 94,6  | 93,1  | 102,2 | 109,3 | 123,8 | 120,2 | 123,4 | 103,6 | 105,2 | 104,5 | 102,8 | 104,4 | 98,3  | 107,3 |

b - întrerupere în seriile temporale

e - date estimate

p - date provizorii

c - date confidențiale

Sursa: Eurostat (online data code: sdg_16_30)

### Independența percepută a sistemului de justiție: foarte bună sau bună

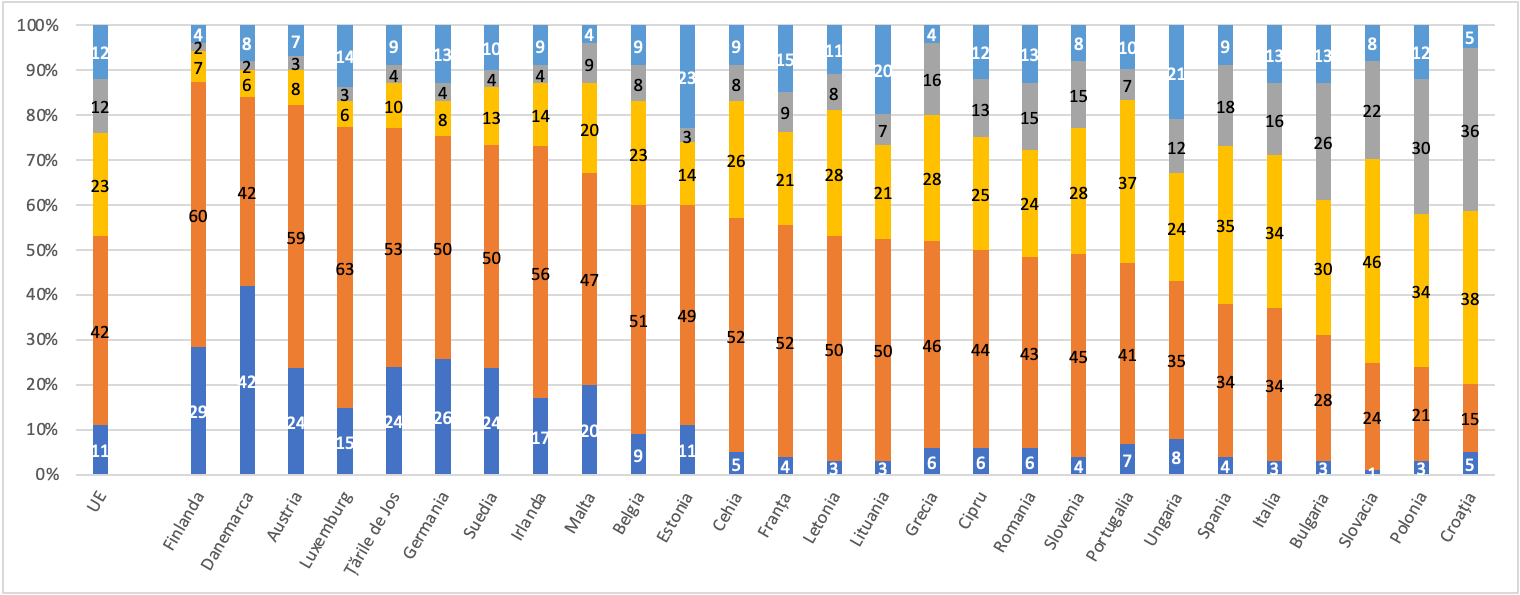
foarte bună
bună
proastă
foarte proastă
NS/NR
Sursa: Eurostat (online data code: sdg_16_40)

Acest indicator este conceput pentru a explora percepțiile respondenților cu privire la independența sistemului judiciar în statele membre ale UE, analizând în special independența percepută a instanțelor și a judecătorilor dintr-o țară. Datele privind independența percepută a sistemului de justiție provin din sondajele anuale Flash Eurobarometer, care au început în 2016 în numele Direcției Generale Justiție și Consumatori a Comisiei Europene.
| Loc | Țară              | Foarte bună | Foarte bună | Foarte bună | Foarte bună | Foarte bună | Foarte bună | Foarte bună | Bună | Bună | Bună | Bună | Bună | Bună | Bună | Proastă | Proastă | Proastă | Proastă | Proastă | Proastă | Proastă | Foarte proastă | Foarte proastă | Foarte proastă | Foarte proastă | Foarte proastă | Foarte proastă | Foarte proastă | NS/NR | NS/NR | NS/NR | NS/NR | NS/NR | NS/NR | NS/NR |
|     |                   | '16         | '17         | '18         | '19         | '20         | '21         | '22         | '16  | '17  | '18  | '19  | '20  | '21  | '22  | '16     | '17     | '18     | '19     | '20     | '21     | '22     | '16            | '17            | '18            | '19            | '20            | '21            | '22            | '16   | '17   | '18   | '19   | '20   | '21   | '22   |
|     |                   |             |             |             |             |             |             |             |      |      |      |      |      |      |      |         |         |         |         |         |         |         |                |                |                |                |                |                |                |       |       |       |       |       |       |       |
| --- | ----------------- | ----------- | ----------- | ----------- | ----------- | ----------- | ----------- | ----------- | ---- | ---- | ---- | ---- | ---- | ---- | ---- | ------- | ------- | ------- | ------- | ------- | ------- | ------- | -------------- | -------------- | -------------- | -------------- | -------------- | -------------- | -------------- | ----- | ----- | ----- | ----- | ----- | ----- | ----- |
| -   | Uniunea Europeană | 8           | 9           | 10          | 10          | 11          | 9           | 11          | 42   | 45   | 44   | 44   | 43   | 45   | 42   | 12      | 11      | 11      | 11      | 11      | 12      | 12      | 26             | 25             | 23             | 24             | 23             | 23             | 23             | 12    | 11    | 12    | 11    | 12    | 11    | 12    |
| 1   | Finlanda          | 15          | 19          | 17          | 21          | 23          | 26          | 29          | 65   | 62   | 65   | 62   | 61   | 57   | 60   | 2       | 2       | 1       | 1       | 1       | 2       | 2       | 10             | 11             | 9              | 9              | 7              | 11             | 7              | 8     | 6     | 8     | 7     | 8     | 4     | 4     |
| 2   | Danemarca         | 37          | 40          | 38          | 40          | 41          | 34          | 42          | 51   | 46   | 49   | 47   | 45   | 40   | 42   | 1       | 2       | 2       | 1       | 2       | 3       | 2       | 6              | 5              | 7              | 5              | 6              | 8              | 6              | 5     | 7     | 4     | 7     | 6     | 15    | 8     |
| 3   | Austria           | 18          | 20          | 23          | 18          | 24          | 21          | 24          | 59   | 58   | 58   | 65   | 62   | 62   | 59   | 3       | 2       | 2       | 2       | 2       | 2       | 3       | 13             | 14             | 7              | 8              | 7              | 7              | 8              | 7     | 6     | 10    | 7     | 5     | 7     | 7     |
| 4   | Luxemburg         | 12          | 15          | 15          | 19          | 13          | 18          | 15          | 61   | 57   | 56   | 51   | 61   | 59   | 63   | 2       | 2       | 2       | 2       | 2       | 2       | 3       | 6              | 7              | 7              | 8              | 7              | 6              | 6              | 19    | 19    | 20    | 20    | 17    | 15    | 14    |
| 5   | Țările de Jos     | 16          | 25          | 25          | 20          | 27          | 25          | 24          | 56   | 51   | 54   | 51   | 50   | 52   | 53   | 3       | 4       | 3       | 4       | 3       | 3       | 4       | 9              | 8              | 7              | 11             | 7              | 8              | 10             | 16    | 12    | 11    | 14    | 13    | 12    | 9     |
| 6   | Germania          | 15          | 19          | 19          | 22          | 21          | 20          | 26          | 54   | 59   | 55   | 52   | 55   | 60   | 50   | 4       | 4       | 3       | 3       | 4       | 4       | 4       | 13             | 12             | 14             | 15             | 11             | 11             | 8              | 14    | 6     | 9     | 8     | 9     | 6     | 13    |
| 7   | Suedia            | 24          | 21          | 22          | 29          | 29          | 22          | 24          | 53   | 51   | 53   | 50   | 52   | 49   | 50   | 4       | 6       | 3       | 3       | 4       | 4       | 4       | 10             | 12             | 11             | 10             | 8              | 13             | 13             | 9     | 10    | 11    | 8     | 7     | 12    | 10    |
| 8   | Irlanda           | 20          | 23          | 20          | 19          | 25          | 14          | 17          | 55   | 51   | 55   | 55   | 49   | 59   | 56   | 7       | 8       | 7       | 7       | 9       | 3       | 4       | 13             | 11             | 12             | 10             | 12             | 15             | 14             | 5     | 7     | 6     | 9     | 5     | 9     | 9     |
| 9   | Malta             | 5           | 8           | 8           | 14          | 12          | 21          | 20          | 39   | 42   | 37   | 42   | 40   | 48   | 47   | 9       | 8       | 9       | 7       | 11      | 9       | 9       | 22             | 23             | 18             | 18             | 20             | 18             | 20             | 25    | 19    | 28    | 19    | 17    | 4     | 4     |
| 10  | Belgia            | 6           | 5           | 9           | 9           | 9           | 9           | 9           | 56   | 54   | 55   | 53   | 54   | 57   | 51   | 7       | 6       | 5       | 8       | 7       | 6       | 8       | 19             | 21             | 18             | 17             | 19             | 18             | 23             | 12    | 14    | 13    | 13    | 11    | 10    | 9     |
| 11  | Estonia           | 6           | 5           | 7           | 6           | 9           | 8           | 11          | 56   | 42   | 54   | 49   | 48   | 58   | 49   | 2       | 2       | 1       | 3       | 2       | 2       | 3       | 12             | 12             | 11             | 12             | 12             | 8              | 14             | 24    | 39    | 27    | 30    | 29    | 24    | 23    |
| 12  | Cehia             | 3           | 5           | 5           | 5           | 6           | 6           | 5           | 44   | 44   | 46   | 46   | 50   | 45   | 52   | 9       | 9       | 7       | 9       | 7       | 9       | 8       | 32             | 31             | 28             | 27             | 25             | 27             | 26             | 12    | 11    | 14    | 13    | 12    | 13    | 9     |
| 13  | Franța            | 5           | 3           | 6           | 6           | 5           | 5           | 4           | 49   | 50   | 52   | 53   | 51   | 52   | 52   | 10      | 11      | 8       | 8       | 9       | 8       | 9       | 29             | 26             | 23             | 23             | 22             | 21             | 21             | 7     | 10    | 11    | 10    | 13    | 14    | 15    |
| 14  | Letonia           | 2           | 3           | 2           | 2           | 2           | 3           | 3           | 40   | 46   | 45   | 43   | 43   | 54   | 50   | 8       | 7       | 7       | 7       | 8       | 6       | 8       | 38             | 36             | 34             | 35             | 31             | 30             | 28             | 12    | 8     | 12    | 13    | 16    | 9     | 11    |
| 15  | Lituania          | 2           | 3           | 2           | 2           | 3           | 3           | 3           | 47   | 49   | 48   | 47   | 49   | 52   | 50   | 10      | 7       | 7       | 6       | 7       | 8       | 7       | 28             | 25             | 22             | 21             | 26             | 25             | 21             | 13    | 16    | 21    | 24    | 15    | 13    | 20    |
| 16  | Grecia            | 6           | 8           | 11          | 9           | 6           | 8           | 6           | 41   | 44   | 48   | 48   | 47   | 47   | 46   | 16      | 11      | 9       | 10      | 11      | 14      | 16      | 26             | 25             | 22             | 24             | 24             | 23             | 28             | 11    | 12    | 10    | 9     | 12    | 8     | 4     |
| 17  | Cipru             | 10          | 11          | 9           | 10          | 11          | 7           | 6           | 46   | 49   | 46   | 49   | 44   | 41   | 44   | 13      | 11      | 12      | 9       | 9       | 16      | 13      | 19             | 14             | 18             | 15             | 20             | 21             | 25             | 12    | 15    | 15    | 17    | 16    | 15    | 12    |
| 18  | România           | 8           | 7           | 5           | 4           | 4           | 6           | 6           | 43   | 43   | 42   | 36   | 33   | 45   | 43   | 15      | 16      | 15      | 17      | 17      | 14      | 15      | 23             | 19             | 24             | 27             | 28             | 24             | 24             | 11    | 15    | 14    | 16    | 18    | 11    | 13    |
| 19  | Slovenia          | 3           | 1           | 2           | 2           | 3           | 3           | 4           | 27   | 34   | 31   | 37   | 39   | 44   | 45   | 32      | 21      | 22      | 19      | 15      | 17      | 15      | 32             | 30             | 32             | 28             | 31             | 25             | 28             | 6     | 14    | 13    | 14    | 12    | 11    | 8     |
| 20  | Portugalia        | 2           | 2           | 2           | 2           | 1           | 2           | 7           | 31   | 40   | 48   | 40   | 39   | 46   | 41   | 13      | 14      | 11      | 13      | 15      | 9       | 7       | 31             | 30             | 32             | 33             | 34             | 33             | 37             | 23    | 14    | 7     | 12    | 11    | 10    | 10    |
| 21  | Ungaria           | 5           | 5           | 6           | 6           | 6           | 5           | 8           | 44   | 43   | 42   | 37   | 42   | 35   | 35   | 11      | 7       | 8       | 12      | 10      | 13      | 12      | 22             | 21             | 22             | 21             | 24             | 24             | 24             | 18    | 24    | 22    | 24    | 18    | 22    | 21    |
| 22  | Spania            | 3           | 3           | 7           | 5           | 8           | 3           | 4           | 27   | 28   | 32   | 32   | 36   | 35   | 34   | 18      | 19      | 17      | 18      | 15      | 18      | 18      | 38             | 39             | 32             | 37             | 34             | 32             | 35             | 14    | 11    | 12    | 8     | 7     | 12    | 9     |
| 23  | Italia            | 2           | 2           | 3           | 3           | 5           | 2           | 3           | 23   | 30   | 29   | 34   | 26   | 32   | 34   | 25      | 19      | 21      | 17      | 17      | 16      | 16      | 36             | 38             | 32             | 29             | 37             | 38             | 34             | 14    | 11    | 15    | 17    | 15    | 12    | 13    |
| 24  | Bulgaria          | 2           | 2           | 3           | 3           | 3           | 2           | 3           | 21   | 24   | 27   | 31   | 34   | 29   | 28   | 35      | 26      | 26      | 23      | 17      | 23      | 26      | 35             | 37             | 31             | 35             | 31             | 33             | 30             | 7     | 11    | 13    | 8     | 15    | 12    | 13    |
| 25  | Slovacia          | 2           | 2           | 3           | 3           | 2           | 1           | 1           | 19   | 21   | 26   | 25   | 24   | 27   | 24   | 25      | 24      | 19      | 24      | 26      | 24      | 22      | 36             | 35             | 39             | 36             | 38             | 41             | 46             | 18    | 18    | 13    | 12    | 10    | 7     | 8     |
| 26  | Polonia           | 5           | 5           | 5           | 4           | 5           | 2           | 3           | 40   | 45   | 37   | 35   | 29   | 27   | 21   | 12      | 11      | 16      | 20      | 24      | 26      | 30      | 32             | 26             | 29             | 30             | 31             | 33             | 34             | 11    | 13    | 13    | 11    | 11    | 12    | 12    |
| 27  | Croația           | 7           | 8           | 6           | 4           | 7           | 4           | 5           | 21   | 24   | 17   | 14   | 17   | 13   | 15   | 28      | 27      | 35      | 42      | 31      | 43      | 36      | 38             | 35             | 34             | 34             | 37             | 35             | 38             | 6     | 6     | 8     | 6     | 8     | 4     | 5     |

Sursa: Serviciile Comisiei Europene, Eurobarometru, Eurostat (online data code: sdg_16_40)
| foarte bună bună | proastă foarte proastă | NS/NR |

### Indicele de percepție a corupției

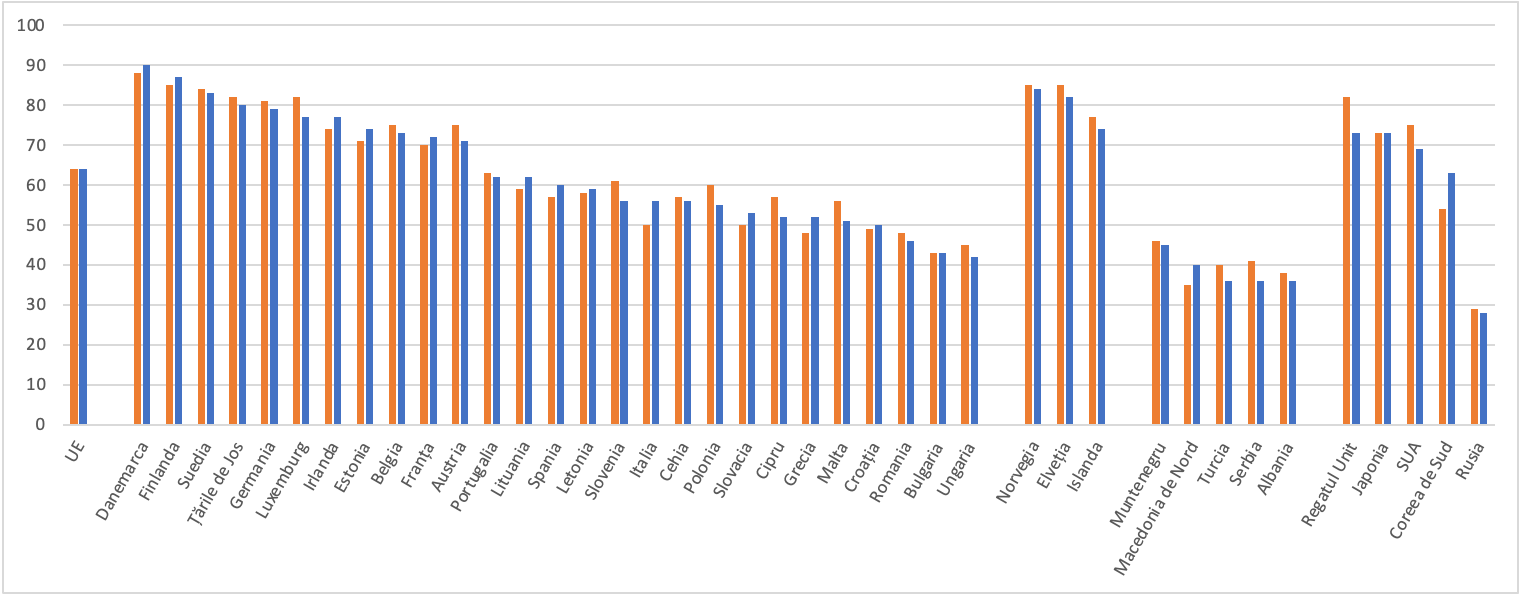
2017
2022
Sursa: Eurostat (online data code: sdg_16_50)

Acest indicator este un indice compus bazat pe o combinație de anchete și evaluări ale corupției din 13 surse și clasamente diferite. Clasifică țările în funcție de cât de corupt este perceput a fi sectorul lor public, cu un scor între 0 (reprezentând un nivel foarte ridicat de corupție) și 100. Sursele de informații utilizate pentru Indicele de percepție a corupției (IPC) se bazează pe datele culese în cele 24 de luni premergătoare publicării indicelui. IPC include doar surse care oferă un scor pentru un set de țări/teritorii și care măsoară percepția asupra corupției în sectorul public. Pentru ca o țară/teritoriu să fie inclusă în clasament, aceasta trebuie să fie inclusă în cel puțin trei dintre sursele de date ale IPC. IPC este publicat de Transparency International.
| Loc | Țară              | 2014 | 2015 | 2016 | 2017 | 2018 | 2019 | 2020 | 2021 | 2022 |
|     |                   |      |      |      |      |      |      |      |      |      |
| --- | ----------------- | ---- | ---- | ---- | ---- | ---- | ---- | ---- | ---- | ---- |
| -   | Uniunea Europeană | 63   | 64   | 64   | 64   | 64   | 64   | 64   | 64   | 64   |
| 1   | Danemarca         | 90   | 92   | 90   | 88   | 88   | 90   | 88   | 88   | 90   |
| 2   | Finlanda          | 90   | 89   | 89   | 85   | 85   | 87   | 85   | 85   | 87   |
| 3   | Suedia            | 88   | 87   | 88   | 85   | 85   | 83   | 85   | 85   | 83   |
| 4   | Țările de Jos     | 84   | 83   | 83   | 82   | 82   | 80   | 82   | 82   | 80   |
| 5   | Germania          | 79   | 79   | 81   | 80   | 80   | 79   | 80   | 80   | 79   |
| 6   | Luxemburg         | 80   | 82   | 81   | 81   | 80   | 77   | 81   | 80   | 77   |
| 7   | Irlanda           | 69   | 74   | 73   | 73   | 72   | 77   | 73   | 72   | 77   |
| 8   | Estonia           | 64   | 69   | 70   | 73   | 75   | 74   | 73   | 75   | 74   |
| 9   | Belgia            | 75   | 76   | 77   | 75   | 76   | 73   | 75   | 76   | 73   |
| 10  | Franța            | 71   | 69   | 69   | 72   | 69   | 72   | 72   | 69   | 72   |
| 11  | Austria           | 69   | 72   | 75   | 76   | 76   | 71   | 76   | 76   | 71   |
| 12  | Portugalia        | 63   | 63   | 62   | 64   | 61   | 62   | 64   | 61   | 62   |
| 13  | Lituania          | 54   | 58   | 59   | 59   | 60   | 62   | 59   | 60   | 62   |
| 14  | Spania            | 65   | 60   | 58   | 58   | 62   | 60   | 58   | 62   | 60   |
| 15  | Letonia           | 49   | 55   | 57   | 58   | 57   | 59   | 58   | 57   | 59   |
| 16  | Slovenia          | 61   | 58   | 61   | 60   | 60   | 56   | 60   | 60   | 56   |
| 17  | Italia            | 42   | 43   | 47   | 52   | 53   | 56   | 52   | 53   | 56   |
| 18  | Cehia             | 49   | 51   | 55   | 59   | 54   | 56   | 59   | 54   | 56   |
| 19  | Polonia           | 58   | 61   | 62   | 60   | 56   | 55   | 60   | 56   | 55   |
| 20  | Slovacia          | 46   | 50   | 51   | 50   | 49   | 53   | 50   | 49   | 53   |
| 21  | Cipru             | 66   | 63   | 55   | 59   | 57   | 52   | 59   | 57   | 52   |
| 22  | Grecia            | 36   | 43   | 44   | 45   | 50   | 52   | 45   | 50   | 52   |
| 23  | Malta             | 57   | 55   | 55   | 54   | 53   | 51   | 54   | 53   | 51   |
| 24  | Croația           | 46   | 48   | 49   | 48   | 47   | 50   | 48   | 47   | 50   |
| 25  | România           | 44   | 43   | 48   | 47   | 44   | 46   | 47   | 44   | 46   |
| 26  | Bulgaria          | 41   | 43   | 41   | 42   | 44   | 43   | 42   | 44   | 43   |
| 27  | Ungaria           | 55   | 54   | 48   | 46   | 44   | 42   | 46   | 44   | 42   |

| Loc | Țară              | 2014 | 2015 | 2016 | 2017 | 2018 | 2019 | 2020 | 2021 | 2022 |
| --- | ----------------- | ---- | ---- | ---- | ---- | ---- | ---- | ---- | ---- | ---- |
| -   | Norvegia          | 85   | 86   | 85   | 84   | 84   | 84   | 84   | 84   | 84   |
| -   | Elveția           | 86   | 86   | 86   | 85   | 85   | 82   | 85   | 85   | 82   |
| -   | Islanda           | 82   | 79   | 78   | 76   | 75   | 74   | 76   | 75   | 74   |
|     |                   |      |      |      |      |      |      |      |      |      |
| -   | Muntenegru        | 41   | 42   | 45   | 45   | 45   | 45   | 45   | 45   | 45   |
| -   | Macedonia de Nord | 43   | 45   | 37   | 37   | 35   | 40   | 37   | 35   | 40   |
| -   | Turcia            | 49   | 45   | 41   | 41   | 40   | 36   | 41   | 40   | 36   |
| -   | Serbia            | 39   | 41   | 42   | 39   | 38   | 36   | 39   | 38   | 36   |
| -   | Albania           | 33   | 33   | 39   | 36   | 36   | 36   | 36   | 36   | 36   |
|     |                   |      |      |      |      |      |      |      |      |      |
| -   | Regatul Unit      | 74   | 78   | 81   | 80   | 77   | 73   | 80   | 77   | 73   |
| -   | Japonia           | 74   | 76   | 72   | 73   | 74   | 73   | 73   | 74   | 73   |
| -   | Statele Unite     | 73   | 74   | 74   | 71   | 67   | 69   | 71   | 67   | 69   |
| -   | Coreea de Sud     | 56   | 55   | 53   | 57   | 61   | 63   | 57   | 61   | 63   |
| -   | Rusia             | 28   | 27   | 29   | 28   | 30   | 28   | 28   | 30   | 28   |

Sursa: Transparency International, Eurostat (online data code: sdg_16_50)

### Nivelul de încredere în instituțiile UE

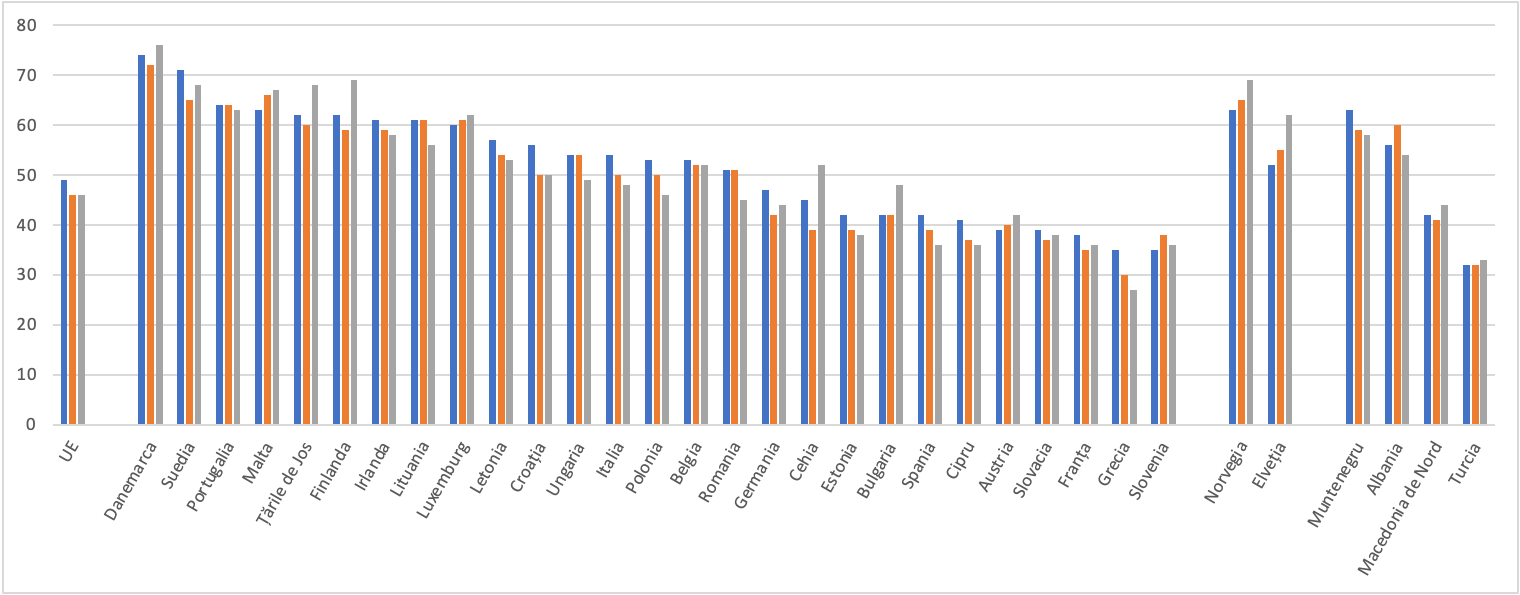
Parlamentul European
Comisia Europeană
Banca Centrală Europeană
Sursa: Eurostat (online data code: sdg_16_60)

Acest indicator măsoară încrederea cetățenilor UE în trei instituții ale UE: Parlamentul European, Comisia Europeană și Banca Centrală Europeană. Se exprimă ca ponderea opiniilor pozitive (persoane care declară că au tendința de a avea încredere) despre instituții. Cetățenilor li se cere să-și exprime nivelul de încredere alegând următoarele alternative: „tind să aibă încredere”, „tind să nu aibă încredere” și „nu știu” sau „nu răspund”. Indicatorul se bazează pe Eurobarometru, un sondaj care a fost realizat de două ori pe an din 1973 pentru a monitoriza evoluția opiniei publice în statele membre.
|     |                   | Parlamentul European | Parlamentul European | Parlamentul European | Parlamentul European | Parlamentul European | Parlamentul European | Parlamentul European | Parlamentul European | Parlamentul European | Parlamentul European | Comisia Europeană | Comisia Europeană | Comisia Europeană | Comisia Europeană | Comisia Europeană | Comisia Europeană | Comisia Europeană | Comisia Europeană | Comisia Europeană | Comisia Europeană | Banca Centrală Europeană | Banca Centrală Europeană | Banca Centrală Europeană | Banca Centrală Europeană | Banca Centrală Europeană | Banca Centrală Europeană | Banca Centrală Europeană | Banca Centrală Europeană | Banca Centrală Europeană | Banca Centrală Europeană |
| Loc | Țară              | '14                  | '15                  | '16                  | '17                  | '18                  | '19                  | '20                  | '21                  | '22                  | '23                  | '14               | '15               | '16               | '17               | '18               | '19               | '20               | '21               | '22               | '23               | '14                      | '15                      | '16                      | '17                      | '18                      | '19                      | '20                      | '21                      | '22                      | '23                      |
|     |                   |                      |                      |                      |                      |                      |                      |                      |                      |                      |                      |                   |                   |                   |                   |                   |                   |                   |                   |                   |                   |                          |                          |                          |                          |                          |                          |                          |                          |                          |                          |
| --- | ----------------- | -------------------- | -------------------- | -------------------- | -------------------- | -------------------- | -------------------- | -------------------- | -------------------- | -------------------- | -------------------- | ----------------- | ----------------- | ----------------- | ----------------- | ----------------- | ----------------- | ----------------- | ----------------- | ----------------- | ----------------- | ------------------------ | ------------------------ | ------------------------ | ------------------------ | ------------------------ | ------------------------ | ------------------------ | ------------------------ | ------------------------ | ------------------------ |
| -   | Uniunea Europeană | 43                   | 40                   | 44                   | 47                   | 50                   | 54                   | 48                   | 50                   | 50                   | 49                   | 39                | 36                | 39                | 44                | 45                | 47                | 45                | 47                | 47                | 46                | 36                       | 35                       | 35                       | 40                       | 42                       | 44                       | 42                       | 47                       | 44                       | 46                       |
| 1   | Danemarca         | 59                   | 58                   | 51                   | 60                   | 62                   | 72                   | 69                   | 67                   | 64                   | 74                   | 56                | 53                | 50                | 58                | 56                | 65                | 67                | 69                | 66                | 72                | 58                       | 60                       | 56                       | 58                       | 55                       | 54                       | 64                       | 77                       | 70                       | 76                       |
| 2   | Suedia            | 56                   | 59                   | 59                   | 65                   | 69                   | 72                   | 66                   | 64                   | 61                   | 71                   | 51                | 50                | 54                | 60                | 63                | 65                | 64                | 60                | 56                | 65                | 54                       | 55                       | 57                       | 61                       | 65                       | 63                       | 69                       | 70                       | 61                       | 68                       |
| 3   | Portugalia        | 44                   | 43                   | 48                   | 49                   | 55                   | 60                   | 55                   | 80                   | 70                   | 64                   | 43                | 42                | 45                | 45                | 54                | 58                | 54                | 83                | 70                | 64                | 37                       | 38                       | 44                       | 41                       | 52                       | 57                       | 53                       | 77                       | 68                       | 63                       |
| 4   | Malta             | 58                   | 55                   | 54                   | 54                   | 55                   | 59                   | 41                   | 64                   | 64                   | 63                   | 55                | 50                | 52                | 51                | 52                | 55                | 41                | 63                | 62                | 66                | 56                       | 49                       | 51                       | 47                       | 58                       | 54                       | 46                       | 66                       | 64                       | 67                       |
| 5   | Țările de Jos     | 53                   | 50                   | 52                   | 58                   | 63                   | 67                   | 62                   | 65                   | 57                   | 62                   | 54                | 50                | 51                | 56                | 61                | 65                | 60                | 63                | 58                | 60                | 57                       | 55                       | 52                       | 63                       | 62                       | 64                       | 61                       | 66                       | 58                       | 68                       |
| 6   | Finlanda          | 59                   | 54                   | 61                   | 63                   | 63                   | 70                   | 59                   | 57                   | 52                   | 62                   | 55                | 50                | 58                | 59                | 61                | 65                | 58                | 56                | 52                | 59                | 62                       | 58                       | 67                       | 70                       | 71                       | 70                       | 71                       | 68                       | 65                       | 69                       |
| 7   | Irlanda           | 43                   | 45                   | 54                   | 54                   | 57                   | 59                   | 79                   | 76                   | 64                   | 61                   | 39                | 40                | 51                | 52                | 50                | 56                | 76                | 74                | 63                | 59                | 32                       | 34                       | 45                       | 44                       | 46                       | 51                       | 69                       | 72                       | 60                       | 58                       |
| 8   | Lituania          | 61                   | 60                   | 61                   | 59                   | 57                   | 69                   | 57                   | 69                   | 53                   | 61                   | 58                | 56                | 58                | 58                | 57                | 65                | 56                | 72                | 54                | 61                | 54                       | 54                       | 58                       | 52                       | 49                       | 59                       | 53                       | 69                       | 49                       | 56                       |
| 9   | Luxemburg         | 58                   | 60                   | 64                   | 62                   | 60                   | 67                   | 64                   | 66                   | 57                   | 60                   | 57                | 58                | 63                | 57                | 57                | 65                | 60                | 60                | 54                | 61                | 49                       | 54                       | 57                       | 54                       | 51                       | 65                       | 69                       | 71                       | 50                       | 62                       |
| 10  | Letonia           | 48                   | 41                   | 44                   | 47                   | 47                   | 50                   | 51                   | 60                   | 47                   | 57                   | 45                | 36                | 43                | 45                | 41                | 46                | 48                | 61                | 45                | 54                | 43                       | 35                       | 42                       | 44                       | 42                       | 45                       | 50                       | 65                       | 48                       | 53                       |
| 11  | Croația           | 45                   | 53                   | 46                   | 50                   | 50                   | 52                   | 57                   | 55                   | 54                   | 56                   | 41                | 48                | 43                | 42                | 44                | 46                | 51                | 48                | 52                | 50                | 36                       | 43                       | 36                       | 37                       | 43                       | 44                       | 48                       | 46                       | 46                       | 50                       |
| 12  | Ungaria           | 52                   | 51                   | 50                   | 53                   | 56                   | 67                   | 58                   | 64                   | 61                   | 54                   | 51                | 49                | 48                | 53                | 52                | 62                | 58                | 62                | 60                | 54                | 37                       | 40                       | 39                       | 47                       | 47                       | 56                       | 52                       | 53                       | 55                       | 49                       |
| 13  | Italia            | 39                   | 40                   | 38                   | 42                   | 44                   | 47                   | 38                   | 49                   | 54                   | 54                   | 33                | 33                | 31                | 39                | 36                | 42                | 33                | 45                | 51                | 50                | 28                       | 30                       | 28                       | 35                       | 37                       | 39                       | 32                       | 44                       | 44                       | 48                       |
| 14  | Polonia           | 52                   | 43                   | 51                   | 43                   | 54                   | 55                   | 52                   | 52                   | 55                   | 53                   | 48                | 42                | 50                | 45                | 48                | 51                | 53                | 48                | 55                | 50                | 39                       | 34                       | 38                       | 36                       | 43                       | 45                       | 45                       | 42                       | 48                       | 46                       |
| 15  | Belgia            | 50                   | 52                   | 59                   | 60                   | 64                   | 66                   | 55                   | 61                   | 51                   | 53                   | 47                | 49                | 53                | 58                | 58                | 61                | 50                | 61                | 50                | 52                | 41                       | 46                       | 49                       | 52                       | 53                       | 57                       | 54                       | 69                       | 54                       | 52                       |
| 16  | România           | 60                   | 59                   | 55                   | 56                   | 60                   | 67                   | 62                   | 55                   | 49                   | 51                   | 59                | 56                | 51                | 50                | 55                | 58                | 60                | 50                | 53                | 51                | 53                       | 51                       | 43                       | 44                       | 51                       | 51                       | 55                       | 46                       | 44                       | 45                       |
| 17  | Germania          | 43                   | 36                   | 48                   | 54                   | 60                   | 61                   | 55                   | 53                   | 53                   | 47                   | 36                | 34                | 41                | 49                | 54                | 55                | 50                | 44                | 47                | 42                | 35                       | 35                       | 33                       | 39                       | 49                       | 48                       | 43                       | 45                       | 42                       | 44                       |
| 18  | Cehia             | 41                   | 31                   | 31                   | 38                   | 38                   | 45                   | 39                   | 50                   | 48                   | 45                   | 37                | 27                | 30                | 35                | 30                | 35                | 34                | 52                | 49                | 39                | 39                       | 31                       | 35                       | 38                       | 33                       | 41                       | 39                       | 66                       | 62                       | 52                       |
| 19  | Estonia           | 49                   | 45                   | 48                   | 50                   | 51                   | 58                   | 60                   | 62                   | 60                   | 42                   | 47                | 42                | 45                | 47                | 49                | 53                | 62                | 63                | 62                | 39                | 46                       | 41                       | 43                       | 46                       | 47                       | 56                       | 66                       | 71                       | 70                       | 38                       |
| 20  | Bulgaria          | 52                   | 45                   | 49                   | 54                   | 51                   | 51                   | 44                   | 45                   | 44                   | 42                   | 46                | 41                | 47                | 51                | 45                | 47                | 42                | 43                | 44                | 42                | 44                       | 39                       | 46                       | 47                       | 44                       | 47                       | 43                       | 44                       | 46                       | 48                       |
| 21  | Spania            | 28                   | 27                   | 33                   | 41                   | 37                   | 46                   | 39                   | 42                   | 40                   | 42                   | 26                | 26                | 30                | 38                | 31                | 42                | 36                | 40                | 40                | 39                | 20                       | 22                       | 24                       | 35                       | 29                       | 35                       | 34                       | 37                       | 34                       | 36                       |
| 22  | Cipru             | 32                   | 29                   | 34                   | 44                   | 46                   | 64                   | 45                   | 41                   | 51                   | 41                   | 25                | 21                | 28                | 41                | 43                | 53                | 39                | 36                | 46                | 37                | 24                       | 19                       | 23                       | 36                       | 33                       | 43                       | 33                       | 34                       | 36                       | 36                       |
| 23  | Austria           | 52                   | 35                   | 42                   | 48                   | 55                   | 58                   | 51                   | 46                   | 48                   | 39                   | 51                | 34                | 40                | 45                | 46                | 55                | 49                | 43                | 46                | 40                | 50                       | 41                       | 45                       | 45                       | 52                       | 56                       | 50                       | 45                       | 48                       | 42                       |
| 24  | Slovacia          | 50                   | 41                   | 46                   | 46                   | 46                   | 49                   | 48                   | 48                   | 43                   | 39                   | 47                | 41                | 43                | 44                | 43                | 48                | 49                | 50                | 42                | 37                | 50                       | 42                       | 43                       | 46                       | 45                       | 47                       | 50                       | 52                       | 41                       | 38                       |
| 25  | Franța            | 38                   | 33                   | 34                   | 39                   | 40                   | 39                   | 36                   | 38                   | 33                   | 38                   | 34                | 30                | 31                | 36                | 36                | 37                | 35                | 37                | 30                | 35                | 30                       | 28                       | 29                       | 34                       | 31                       | 32                       | 35                       | 40                       | 29                       | 36                       |
| 26  | Grecia            | 32                   | 26                   | 28                   | 30                   | 37                   | 47                   | 38                   | 43                   | 44                   | 35                   | 23                | 20                | 19                | 23                | 28                | 34                | 29                | 32                | 33                | 30                | 21                       | 17                       | 18                       | 21                       | 22                       | 26                       | 23                       | 31                       | 25                       | 27                       |
| 27  | Slovenia          | 41                   | 30                   | 32                   | 38                   | 38                   | 44                   | 46                   | 52                   | 43                   | 35                   | 40                | 30                | 33                | 36                | 36                | 35                | 44                | 52                | 46                | 38                | 36                       | 28                       | 31                       | 32                       | 36                       | 40                       | 44                       | 49                       | 42                       | 36                       |

|     |                   | Parlamentul European | Parlamentul European | Parlamentul European | Parlamentul European | Parlamentul European | Parlamentul European | Parlamentul European | Parlamentul European | Parlamentul European | Parlamentul European | Comisia Europeană | Comisia Europeană | Comisia Europeană | Comisia Europeană | Comisia Europeană | Comisia Europeană | Comisia Europeană | Comisia Europeană | Comisia Europeană | Comisia Europeană | Banca Centrală Europeană | Banca Centrală Europeană | Banca Centrală Europeană | Banca Centrală Europeană | Banca Centrală Europeană | Banca Centrală Europeană | Banca Centrală Europeană | Banca Centrală Europeană | Banca Centrală Europeană | Banca Centrală Europeană |
| Loc | Țară              | '14                  | '15                  | '16                  | '17                  | '18                  | '19                  | '20                  | '21                  | '22                  | '23                  | '14               | '15               | '16               | '17               | '18               | '19               | '20               | '21               | '22               | '23               | '14                      | '15                      | '16                      | '17                      | '18                      | '19                      | '20                      | '21                      | '22                      | '23                      |
| --- | ----------------- | -------------------- | -------------------- | -------------------- | -------------------- | -------------------- | -------------------- | -------------------- | -------------------- | -------------------- | -------------------- | ----------------- | ----------------- | ----------------- | ----------------- | ----------------- | ----------------- | ----------------- | ----------------- | ----------------- | ----------------- | ------------------------ | ------------------------ | ------------------------ | ------------------------ | ------------------------ | ------------------------ | ------------------------ | ------------------------ | ------------------------ | ------------------------ |
| -   | Norvegia          | N/A                  | N/A                  | N/A                  | N/A                  | N/A                  | N/A                  | N/A                  | N/A                  | N/A                  | 63                   | N/A               | N/A               | N/A               | N/A               | N/A               | N/A               | N/A               | N/A               | N/A               | 65                | N/A                      | N/A                      | N/A                      | N/A                      | N/A                      | N/A                      | N/A                      | N/A                      | N/A                      | 69                       |
| -   | Elveția           | N/A                  | N/A                  | N/A                  | N/A                  | N/A                  | N/A                  | N/A                  | N/A                  | N/A                  | 52                   | N/A               | N/A               | N/A               | N/A               | N/A               | N/A               | N/A               | N/A               | N/A               | 55                | N/A                      | N/A                      | N/A                      | N/A                      | N/A                      | N/A                      | N/A                      | N/A                      | N/A                      | 62                       |
|     |                   |                      |                      |                      |                      |                      |                      |                      |                      |                      |                      |                   |                   |                   |                   |                   |                   |                   |                   |                   |                   |                          |                          |                          |                          |                          |                          |                          |                          |                          |                          |
| -   | Muntenegru        | 43                   | 46                   | 47                   | N/A                  | 59                   | N/A                  | N/A                  | N/A                  | N/A                  | 63                   | 42                | 45                | 45                | N/A               | 45                | N/A               | N/A               | N/A               | N/A               | 59                | N/A                      | N/A                      | N/A                      | N/A                      | N/A                      | N/A                      | N/A                      | N/A                      | N/A                      | 58                       |
| -   | Albania           | N/A                  | N/A                  | N/A                  | N/A                  | 78                   | N/A                  | N/A                  | N/A                  | N/A                  | 56                   | N/A               | N/A               | N/A               | N/A               | 73                | N/A               | N/A               | N/A               | N/A               | 60                | N/A                      | N/A                      | N/A                      | N/A                      | N/A                      | N/A                      | N/A                      | N/A                      | N/A                      | 54                       |
| -   | Macedonia de Nord | 42                   | 41                   | 44                   | N/A                  | 50                   | N/A                  | N/A                  | N/A                  | N/A                  | 42                   | 41                | 38                | 42                | N/A               | 47                | N/A               | N/A               | N/A               | N/A               | 41                | N/A                      | N/A                      | N/A                      | N/A                      | N/A                      | N/A                      | N/A                      | N/A                      | N/A                      | 44                       |
| -   | Turcia            | 21                   | 41                   | 34                   | N/A                  | 29                   | N/A                  | N/A                  | N/A                  | N/A                  | 32                   | 14                | 34                | 27                | N/A               | 23                | N/A               | N/A               | N/A               | N/A               | 32                | N/A                      | N/A                      | N/A                      | N/A                      | N/A                      | N/A                      | N/A                      | N/A                      | N/A                      | 33                       |

Sursa: Serviciile Comisiei Europene, Eurobarometru, Eurostat (online data code: sdg_16_60)